# Provincia di Treviso
La provincia di Treviso è una provincia italiana di 877 243 abitanti del Veneto.
Confina a nord con la provincia di Belluno, a est con il Friuli-Venezia Giulia (ex provincia di Pordenone), a sud con la città metropolitana di Venezia e la provincia di Padova, a ovest con la provincia di Vicenza.
È la 3ª provincia più popolosa della regione Veneto, la 17ª provincia più popolata d'Italia e la 14ª più densamente popolata. Presidente della provincia, eletto con elezioni di secondo grado ai sensi della Legge 56/2014, è Stefano Marcon, sindaco di Castelfranco Veneto, dal 18 settembre 2016.
Dal 2009, sede della Provincia è l'ex ospedale psichiatrico Sant'Artemio di Treviso; dopo quattro anni di lavoro, un restauro conservativo e un recupero storico, architettonico e ambientale condiviso dalla Sovrintendenza, che ha vinto prestigiosi premi europei e internazionali, il Sant'Artemio raggruppa gli uffici provinciali per facilitare l'accesso ai servizi, a pochi passi dal Parco dello Storga. La nuova sede punta sull'autosufficienza energetica, grazie a un impianto fotovoltaico di circa 200 Kw e una centrale a biomassa per il riscaldamento degli ambienti. La cittadella si estende su un volume complessivo di 128489 m³, con 18150 m² di parcheggio pubblico da oltre 530 posti.

## Geografia fisica

### Morfologia del territorio
Gran parte della provincia è pianeggiante, ma la fascia settentrionale è caratterizzata dalla presenza di rilievi collinari. Lungo il confine con la provincia di Belluno si può parlare addirittura di montagna, con massicci che sovente superano i mille metri (compresi nelle Prealpi Bellunesi). Le cime più elevate sono il Monte Grappa (1775 m, condivisa con le province di Vicenza e Belluno) e il Col Visentin (1764 m, pure questa presso il confine con Belluno). Peculiare è il Montello (371 m), collina isolata che sorge sulla destra del Piave, allungandosi da Montebelluna a Nervesa della Battaglia.
La provincia di Treviso è una zona assai ricca di acque, specialmente l'area medio-bassa, dove sono frequenti le risorgive (localmente dette fontanassi). Tra i fiumi di risorgiva più importanti è da ricordare il Sile che nasce a Casacorba, nel comune di Vedelago, e che caratterizza il centro storico di Treviso. Ma il fiume principale è senza dubbio il Piave caratterizzato, per la maggior parte del suo corso, dal largo letto ghiaioso. Altri corsi d'acqua degni di nota sono il Livenza, il Monticano e il Meschio, provenienti dall'area pedemontana.
Nella zona delle prealpi sono da ricordare anche alcuni specchi d'acqua, in particolare il lago Morto (in Val Lapisina, a nord di Vittorio Veneto), il lago di Lago e il lago di Santa Maria (entrambi nel comune di Revine Lago), a cui si aggiungono il lago del Restello e il lago di Negrisiola, sempre in Val Lapisina e di origine artificiale.

### Monti
La provincia di Treviso è caratterizzata da una varietà di rilievi montuosi situati principalmente nella fascia settentrionale. Tra le vette più alte spiccano il Monte Grappa (1.775 m), condiviso con le province di Vicenza e Belluno, e il Col Visentin (1.764 m), posizionato al confine con Belluno. Le Prealpi Trevigiane offrono numerosi itinerari escursionistici e panorami di grande suggestione. Un altro rilievo significativo è il Monte Cesen (1.570 m), rinomato per i suoi sentieri adatti al trekking e i rifugi di montagna. Il Montello (350 m), pur essendo una collina isolata lungo la riva destra del Piave, merita attenzione per la sua conformazione geologica e la rete di percorsi presenti che attraversano la zona del montebellunese. Tra le altre alture di rilievo si annovera il Monte Pizzoc (1.565 m), che regala una vista panoramica sulle Dolomiti e sulla pianura veneta circostante. Infine, il Passo San Boldo, situato nel comune di Cison di Valmarino, è noto per la sua peculiare strada a tornanti e per il contesto paesaggistico che lo circonda.

### Valli
In provincia di Treviso troviamo la Val Lapisina, una valle situata a nord di Vittorio Veneto e attraversata dal torrente Meschio. Al suo interno si trova il Lago di Santa Croce e il Lago Morto, due importanti riserve d'acqua e mete turistiche.
La Valle del Piave segue il corso del fiume Piave, che attraversa la provincia di Treviso da nord a sud. Questa valle ha una grande rilevanza storica, essendo stata teatro di importanti battaglie durante la Prima Guerra Mondiale. 

La Vallata Trevigiana è una zona collinare che si estende tra le Prealpi Trevigiane e la pianura veneta. Rappresenta una continuazione della val Lapisina verso ovest. Separa nettamente le Prealpi Bellunesi (a nord) dalle Colline del Prosecco di Conegliano e Valdobbiadene (a sud).

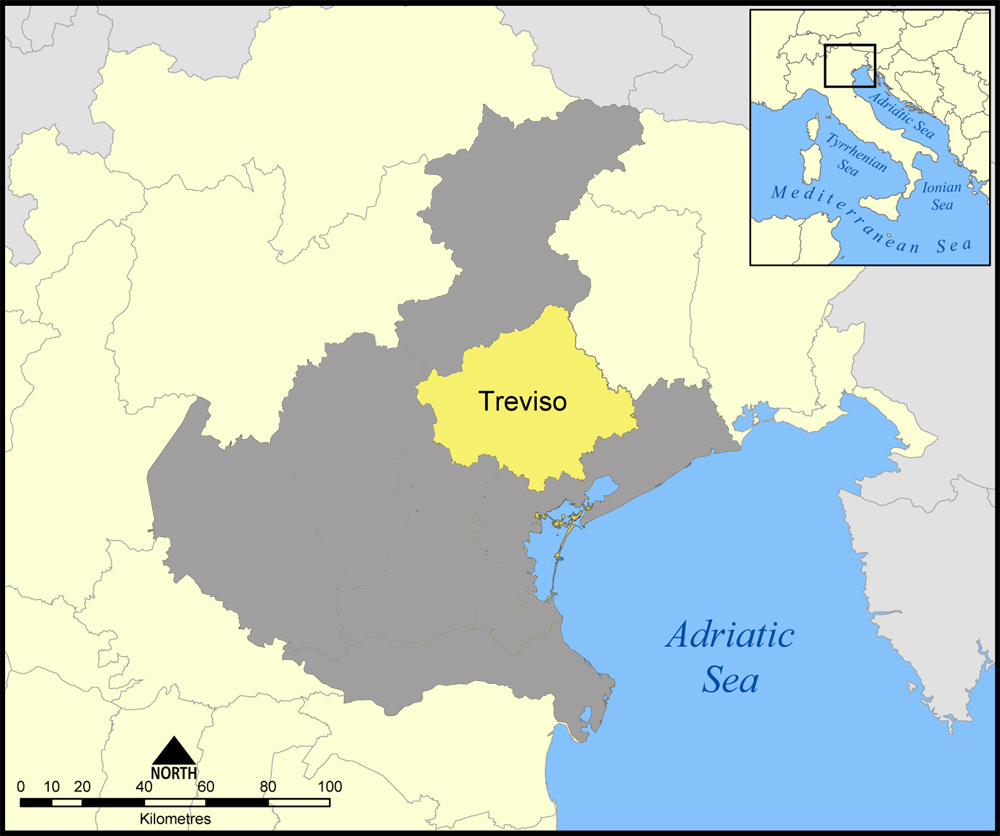
Localizzazione della Provincia nella regione Veneto

La Valcavasia è una valle situata ai piedi del Monte Grappa, che si estende verso il fiume Piave. Caratterizzata da un territorio collinare e montano, presenta altitudini comprese tra i 300 e i 420 metri. La valle è parte della pedemontana del Grappa e comprende località come Cavaso del Tomba, Possagno e Pederobba.

### Fiumi
La provincia di Treviso è attraversata da numerosi fiumi, torrenti e canali, che contribuiscono alla sua morfologia e al suo ecosistema. Tra i principali corsi d'acqua vi è il Piave, fiume storico che nasce nelle Dolomiti e attraversa la provincia da nord a sud, sfociando nel mare Adriatico. Il Piave ha avuto un ruolo fondamentale durante la Prima Guerra Mondiale, essendo stato teatro di importanti battaglie.

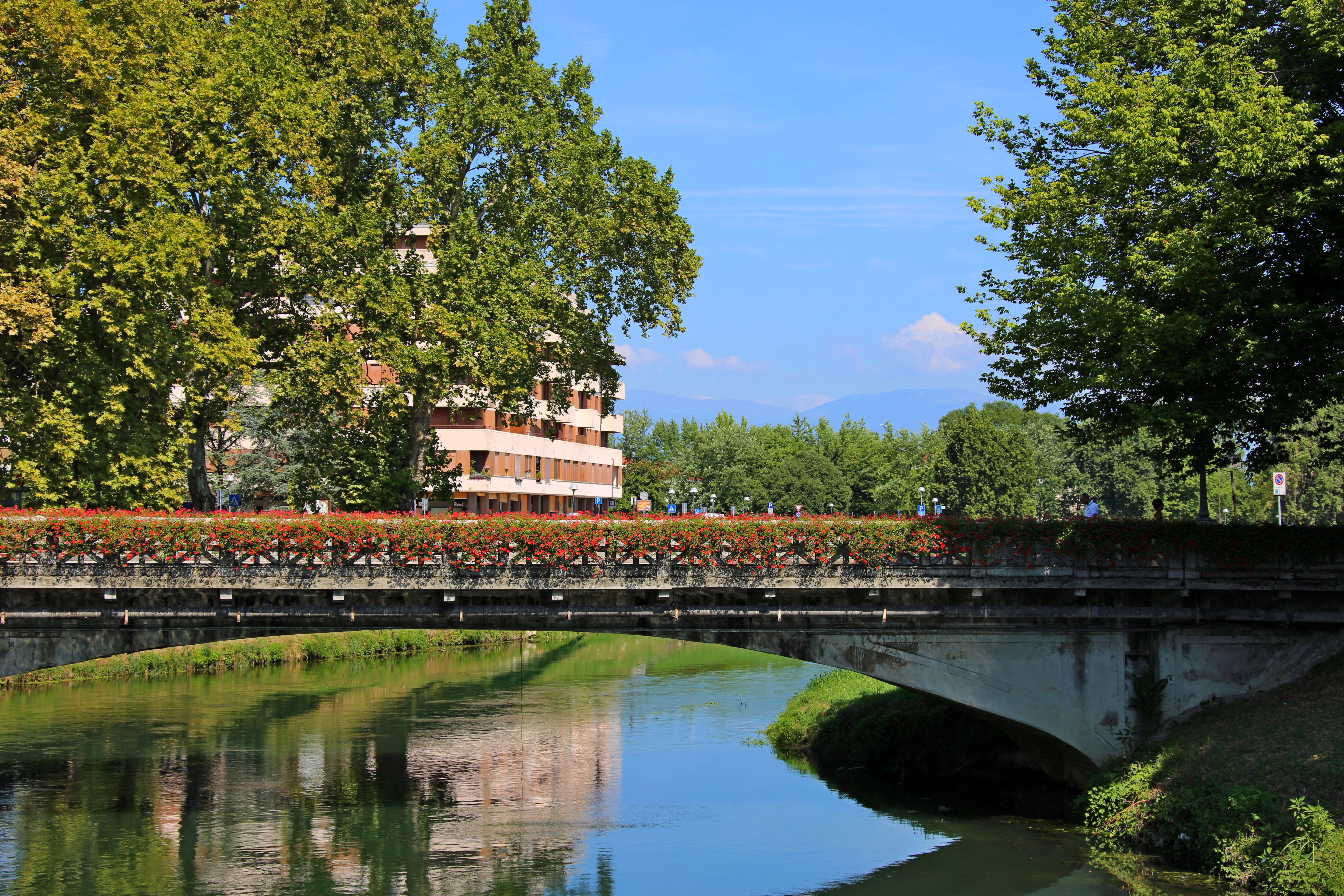
Ponte sul fiume Monticano a Oderzo.

Un altro fiume di grande rilevanza è il Sile, il più lungo fiume di risorgiva d'Europa, con una lunghezza di circa 90 km. Il suo corso è protetto dal Parco Naturale Regionale del Fiume Sile, che tutela la biodiversità e le risorgive. Il Sile attraversa Treviso e prosegue verso la laguna veneta.
Il Botteniga è un fiume che, entrando nella città di Treviso, si suddivide in diversi canali, tra cui il Cagnan Grande e il Canale dei Buranelli, che caratterizzano il centro storico della città. Questi corsi d'acqua hanno contribuito allo sviluppo urbano e commerciale di Treviso nel corso dei secoli e venivano utilizzati dalla Serenissima Repubblica di Venezia per scopi di tipo commerciale, come il commercio del legno.
Altri fiumi e torrenti della provincia includono il Monticano, che attraversa Oderzo e confluisce nel Livenza, e il Musestre, affluente del Piave. Il Livenza, che nasce in Friuli-Venezia Giulia, attraversa la parte orientale della provincia prima di dirigersi verso il mare.

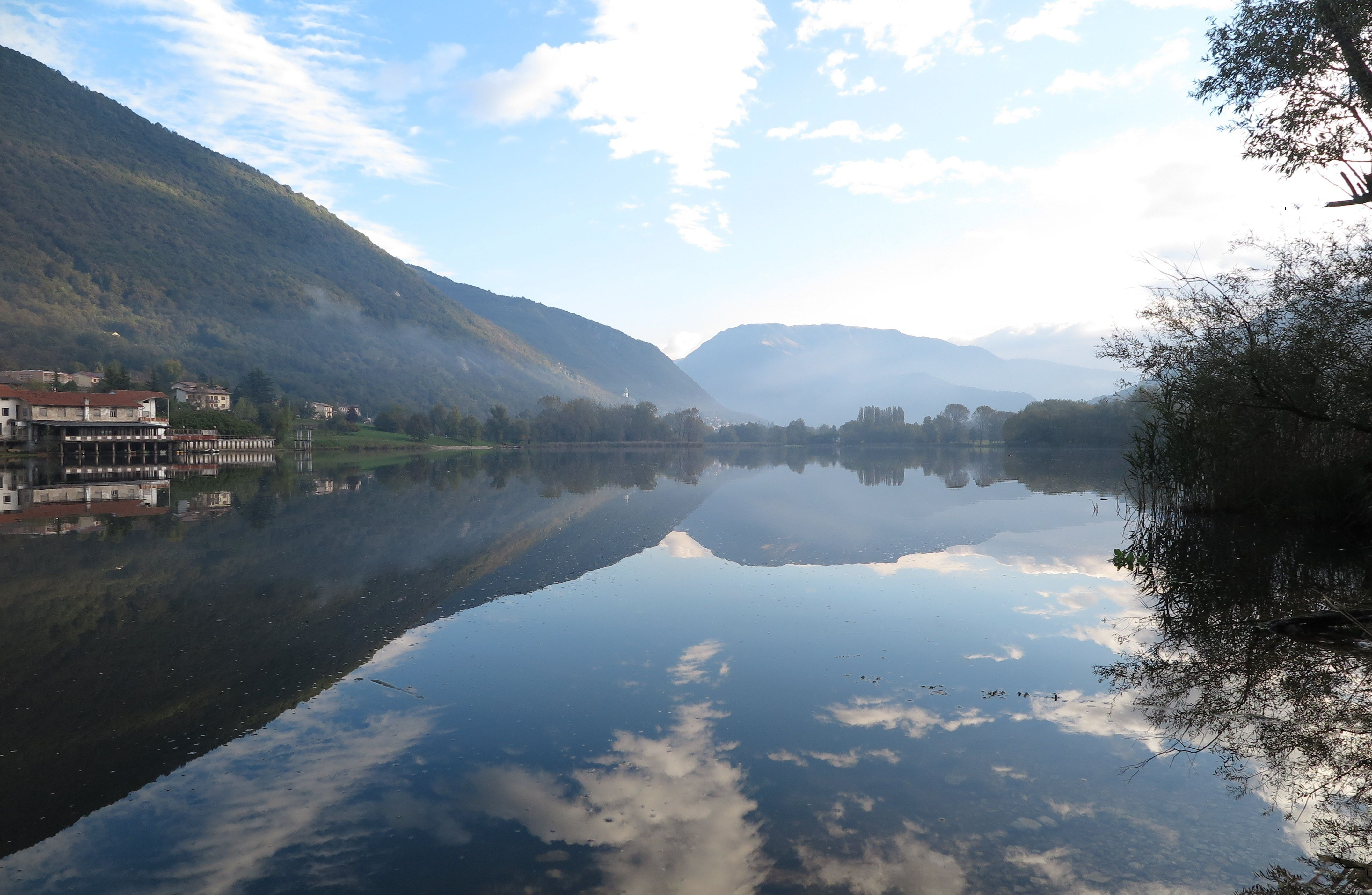
il Lago di Santa Maria.

### Laghi
Tra i più rilevanti vi sono i Laghi di Revine, due specchi d'acqua di origine glaciale situati nella Valmareno, tra le Prealpi Trevigiane e le colline del Prosecco. Un tempo un unico bacino, oggi sono separati da una sottile lingua di terra. 
Il Lago Morto, situato nei pressi del Passo del Fadalto, è un bacino privo di immissari ed emissari. Il Lago del Restello, di dimensioni più contenute, si trova vicino all'autostrada A27. Il Lago di Lago, nell'area di Tarzo, è noto per la sua bellezza naturale. Il Lago Madruc, vicino a Fregona, offre un percorso escursionistico ad anello e diversi bivacchi lungo il tragitto.

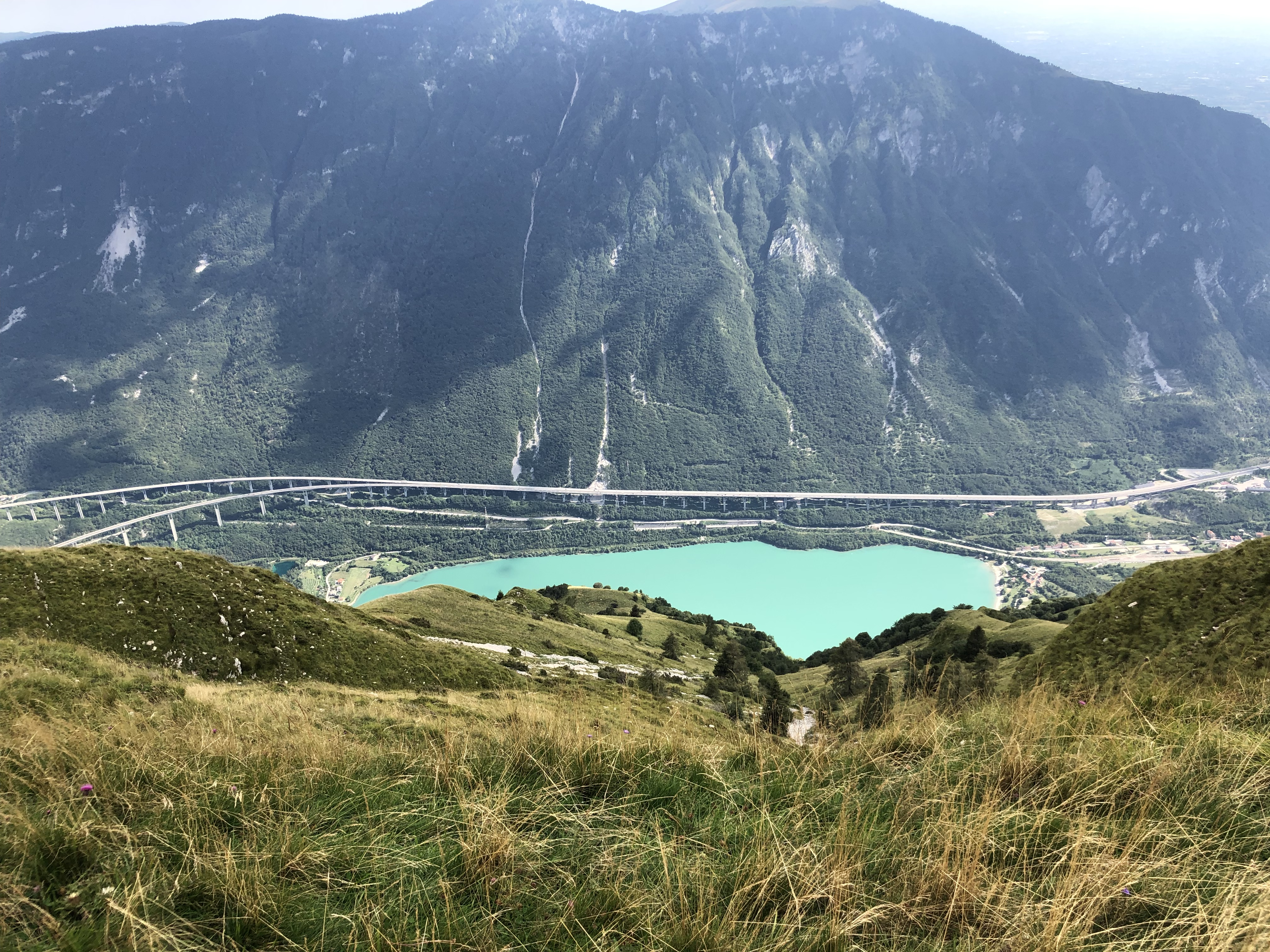
Il Lago Morto dal Nevegal.

Il Lago di Santa Maria, situato nel comune di Revine Lago, è un punto panoramico di interesse. Il Lago di Negrisiola, di origine artificiale, si trova in Val Lapisina. A Conegliano si trova il Lago di Pradella, un piccolo specchio d'acqua di origine artificiale. Il lago, un tempo chiamato "lago del majo", fu creato nell'Ottocento per alimentare i magli ad acqua di un'officina fabbrile.

## Comuni
Appartengono alla provincia di Treviso i seguenti 94 comuni:
- Altivole
- Arcade
- Asolo
- Borso del Grappa
- Breda di Piave
- Caerano di San Marco
- Cappella Maggiore
- Carbonera
- Casale sul Sile
- Casier
- Castelcucco
- Castelfranco Veneto
- Castello di Godego
- Cavaso del Tomba
- Cessalto
- Chiarano
- Cimadolmo
- Cison di Valmarino
- Codognè

- Colle Umberto
- Conegliano
- Cordignano
- Cornuda
- Crocetta del Montello
- Farra di Soligo
- Follina
- Fontanelle
- Fonte
- Fregona
- Gaiarine
- Giavera del Montello
- Godega di Sant'Urbano
- Gorgo al Monticano
- Istrana
- Loria
- Mansuè
- Mareno di Piave

- Maser
- Maserada sul Piave
- Meduna di Livenza
- Miane
- Mogliano Veneto
- Monastier di Treviso
- Monfumo
- Montebelluna
- Morgano
- Moriago della Battaglia
- Motta di Livenza
- Nervesa della Battaglia
- Oderzo
- Ormelle
- Orsago
- Paese
- Pederobba
- Pieve del Grappa
- Pieve di Soligo

- Ponte di Piave
- Ponzano Veneto
- Portobuffolé
- Possagno
- Povegliano
- Preganziol
- Quinto di Treviso
- Refrontolo
- Resana
- Revine Lago
- Riese Pio X
- Roncade
- Salgareda
- San Biagio di Callalta
- San Fior
- San Pietro di Feletto
- San Polo di Piave
- San Vendemiano
- San Zenone degli Ezzelini

- Santa Lucia di Piave
- Sarmede
- Segusino
- Sernaglia della Battaglia
- Silea
- Spresiano
- Susegana
- Tarzo
- Trevignano
- Treviso
- Valdobbiadene
- Vazzola
- Vedelago
- Vidor
- Villorba
- Vittorio Veneto
- Volpago del Montello
- Zenson di Piave
- Zero Branco

### Comuni principali
Di seguito sono riportati i primi dieci comuni della provincia per popolazione residente al 30 giugno 2023 (dati Istat):
| Pos. | Stemma | Comune di           | Popolazione (ab) | Superficie (km²) | Densità (ab/km²) | Altitudine (m s.l.m.) |
| ---- | ------ | ------------------- | ---------------- | ---------------- | ---------------- | --------------------- |
| 1º   |        | Treviso             | 84 809           | 55,58            | 1 526,39         | 15                    |
| 2º   |        | Conegliano          | 34 345           | 36,38            | 944,42           | 74                    |
| 3º   |        | Castelfranco Veneto | 32 936           | 51,61            | 637,92           | 42                    |
| 4º   |        | Montebelluna        | 31 083           | 49,01            | 634,16           | 109                   |
| 5º   |        | Mogliano Veneto     | 27 736           | 46,26            | 599,63           | 8                     |
| 6º   |        | Vittorio Veneto     | 26 976           | 82,80            | 325,95           | 138                   |
| 7º   |        | Paese               | 22 022           | 38,09            | 577,40           | 32                    |
| 8º   |        | Oderzo              | 20 087           | 42,35            | 473,41           | 13                    |
| 9º   |        | Villorba            | 17 447           | 30,53            | 572,13           | 26                    |
| 10º  |        | Preganziol          | 16 705           | 23,10            | 723,12           | 12                    |

## Società

### Evoluzione demografica
Abitanti censiti
- Nel 2008 si sono contati 9.365 nati vivi (10,7‰) e 7.460 morti (8,5‰), con un saldo naturale di +1.905 unità (+2,2‰). Mediamente, si hanno 2,5 componenti per famiglia.
- Il tasso di nuzialità vede 3,9 matrimoni ogni mille abitanti (2005); di questi, il 63% si sono svolti con rito religioso.

### Etnie e minoranze straniere
Al 1º gennaio 2024 la popolazione straniera residente in provincia contava 89 366 persone, pari all'10,2% della popolazione totale. Queste le nazionalità più numerose:
1. Romania 19 920
2. Cina 8 707
3. Marocco 7 741
4. Albania 7 023
5. Macedonia del Nord 4 494
6. Kosovo 4 210
7. Ucraina 4 014
8. India 3 127
9. Senegal 2 739
10. Moldavia 2 722
11. Niger 2 314
12. Bangladesh 2 289

Benché il fenomeno abbia subito una certa contrazione a causa della crisi economica, Treviso risulta ancora una delle province con la maggiore percentuale di stranieri sul totale dei residenti (la seconda in Veneto e la diciassettesima in Italia). Dal punto di vista territoriale si nota come i cittadini stranieri si distribuiscano prevalentemente nella Pedemontana del Grappa (Fonte 19,9%, Possagno 17,1%) e nell'Opitergino (Mansuè 19,7%, San Polo di Piave 18,6%, Cimadolmo 18,6%) con una sorta di "ponte" a collegarle fra loro (Vazzola 16,3%, Susegana 16,1%, Conegliano 15,7%, Pieve di Soligo 17,4%).
La Pedemontana è stata investita per prima dal fenomeno dell'immigrazione, attraendo in particolare persone provenienti da Marocco, Senegal e Albania. Il fenomeno era alimentato dalla richiesta di manodopera da parte delle aziende locali, ma a causa dell'attuale situazione economica la loro crescita si è sostanzialmente interrotta.
Un fenomeno simile si è verificato per l'Opitergino; qui tuttavia gli stranieri sono giunti in tempi più recenti, infatti prevalgono i cittadini della Romania, favoriti dall'ingresso nell'Unione europea nel 2007. Anche in questo caso l'aumento demografico sta subendo una notevole frenata.
Più di recente, i flussi migratori tendono a indirizzarsi verso le aree dove la presenza di stranieri è ancora relativamente bassa; gli immigrati, evidentemente, cercano di inserirsi in contesti in cui potrebbero avere maggiori possibilità lavorative. È il caso della parte meridionale della provincia (Mogliano Veneto, Preganziol) dove si stanno affacciando nazionalità "nuove" come romeni, ucraini e moldavi.

### Istituzioni, enti e associazioni
La provincia di Treviso ospita numerose istituzioni, enti e associazioni che operano in diversi ambiti, tra cui cultura, assistenza sociale, economia e volontariato. Tra le principali istituzioni pubbliche vi è la Provincia di Treviso, che coordina le attività amministrative e di pianificazione territoriale. Il Comune di Treviso, insieme agli altri comuni della provincia, gestisce i servizi locali e promuove iniziative culturali e sociali.
Nel settore dell'assistenza sociale, l'Unione Italiana Ciechi e Ipovedenti di Treviso fornisce supporto alle persone con disabilità visiva. Il Centro Aiuto alla Vita-UPV Treviso offre sostegno alle donne in difficoltà durante la gravidanza. L'Associazione Trevisani nel Mondo promuove il legame tra i cittadini trevigiani emigrati e la loro terra d'origine.
Dal punto di vista economico, la Camera di Commercio di Treviso-Belluno supporta le imprese locali, favorendo lo sviluppo economico e la competitività. La Confartigianato Imprese Marca Trevigiana rappresenta le aziende artigiane della provincia, offrendo servizi di consulenza e formazione. Confindustria Veneto Est opera per la crescita delle imprese industriali della regione.
Nel settore culturale e educativo, l'Università della Terza Età di Mogliano Veneto organizza corsi e attività per la formazione continua. L'Associazione Oltrefiera promuove iniziative sociali e culturali senza scopo di lucro. L'UNICEF Treviso lavora per la tutela dei diritti dell'infanzia e dell'adolescenza.
Numerose associazioni di volontariato operano nella provincia, tra cui Volontarinsieme OdV, che coordina oltre 325 gruppi di solidarietà. L'AVIS Treviso promuove la donazione del sangue e la sensibilizzazione sanitaria. Questi enti e associazioni contribuiscono alla crescita sociale, economica e culturale della provincia di Treviso.

### Sanità
La sanità locale nella provincia di Treviso è gestita dall'ULSS (Unità Locale Socio Sanitaria) 2 Marca Trevigiana (ex ULSS 7 Pieve di Soligo, ULSS 8 Asolo e ULSS 9 Treviso).
I maggiori presidi ospedalieri sono:
- Ospedale Regionale "Ca' Foncello" di Treviso
- Ospedale generale "San Camillo" di Treviso
- Ospedale "S. Maria dei Battuti" di Conegliano
- Ospedale di Costa di Vittorio Veneto
- Ospedale "San Valentino" di Montebelluna
- Ospedale "San Giacomo apostolo" di Castelfranco Veneto
- Ospedale di Oderzo
- Ospedale riabilitativo di Motta di Livenza
- Ex ospedale di Pieve di Soligo declassato a distretto sanitario
- Ex ospedale di Asolo declassato a distretto sanitario
- Ex ospedale di Valdobbiadene declassato a distretto sanitario
- Ex ospedale psichiatrico Sant'Artemio di Treviso, riqualificato ora ospita i locali e gli uffici dell'ente della Provincia.

### Qualità della vita
| Anno | Qualità della Vita (Sole 24 Ore) Territorio Provinciale | Qualità della Vita (Italia Oggi) Territorio Provinciale | Rapporto Ecosistema Urbano (Legambiente)                               |
| ---- | ------------------------------------------------------- | ------------------------------------------------------- | ---------------------------------------------------------------------- |
| 2002 | 25° (+19)                                               | n.d.                                                    | n.d.                                                                   |
| 2003 | 19° (+6)                                                | 31°                                                     | n.d.                                                                   |
| 2004 | 15° (+4)                                                | 1° (+30)                                                | 80º                                                                    |
| 2005 | 26° (-11)                                               | 16° (-15)                                               | 26° (+54)                                                              |
| 2006 | 26° (=)                                                 | 29° (-13)                                               | 53° (-27)                                                              |
| 2007 | 29° (-3)                                                | 21° (+8)                                                | 47° (+6)                                                               |
| 2008 | 33° (-4)                                                | 36° (-15)                                               | 68° (-21)                                                              |
| 2009 | 26° (+7)                                                | 36° (=)                                                 | 71° (-3)                                                               |
| 2010 | 38° (-12)                                               | 19° (+17)                                               | 69° (+2)                                                               |
| 2011 | 17° (+21)                                               | 10° (+9)                                                | 30º (Città medie - popolazione compresa tra 80.000 e 200.000 abitanti) |
| 2012 | 22° (-5)                                                | 9° (+1)                                                 | 27º (+3)                                                               |
| 2013 | 26° (-4)                                                | 10° (-1)                                                | 33° (-6)                                                               |
| 2014 | 23° (+3)                                                | 4° (+ 6)                                                | 45° (Classifica nazionale finale Ecosistema Urbano)                    |
| 2015 | 49° (-26)                                               | 5° (- 1)                                                | 42° (+3)                                                               |
| 2016 | 37° (+12)                                               | 20° (-15)                                               | 23° (+19)                                                              |
| 2017 | 19° (+18)                                               | 6° (+14)                                                | 9° (+14)                                                               |
| 2018 | 9° (+10)                                                | 9° (-3)                                                 | 8° (+1)                                                                |
| 2019 | 8° (+1)                                                 | 7° (+2)                                                 | 7° (+1)                                                                |
| 2020 | 29° (-21)                                               | 7° (=)                                                  | 11° (-4)                                                               |
| 2021 | 10° (+19)                                               | 14° (-7)                                                | 9° (+2)                                                                |

## Storia

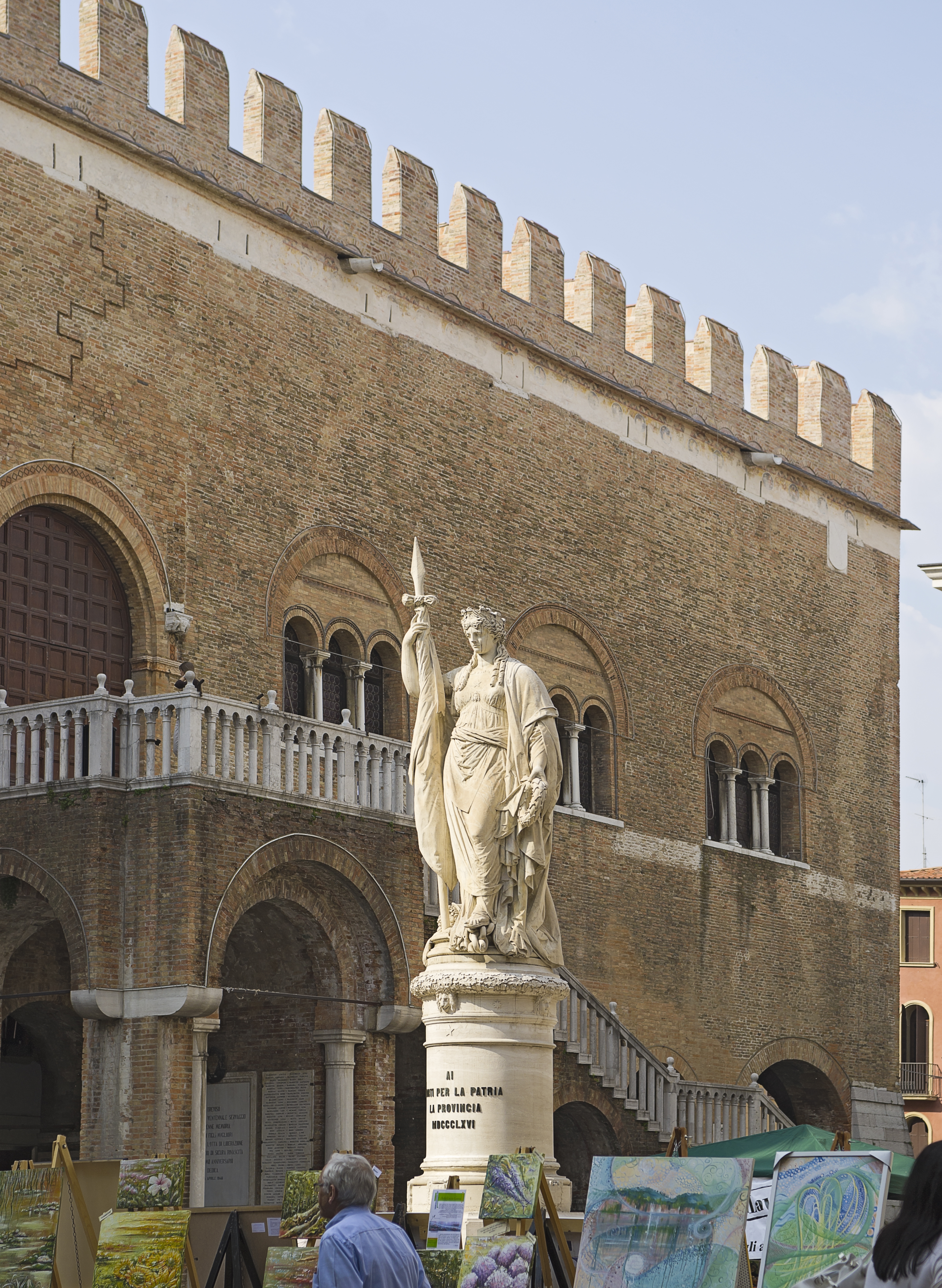
La statua della Teresona, personificazione della Provincia di Treviso, a fianco del Palazzo dei Trecento

La città di Treviso ebbe un proprio distretto sin dall'epoca romana, quando venne dichiarata municipium. Esso era però molto più ristretto dell'attuale, limitandosi alla zona delimitata a sud dal Sile, a est dal Piave, a ovest dal Muson e a nord dal Montello. L'attuale provincia, infatti, si estende anche sugli antichi territori di altre città romane, ovvero Asolo (pedemontana di destra Piave), Altino (zona a sud del Sile) e Oderzo (sinistra Piave).
Dopo la caduta dell'Impero romano d'Occidente al potere politico si sovrappose quelle ecclesiastico. Verso il 1000 l'attuale Trevigiano risultava partito in due diocesi, quella di Treviso nella destra Piave e quella di Ceneda nella sinistra. Le due aree, comunque, costituivano una certa unità poiché ricadevano entrambe nella sfera di influenza della città che, nei secoli, si evolse a sede di contea, comune e infine signoria.
Sul finire del Trecento la città entra nell'orbita della Repubblica di Venezia. Il Trevigiano venne smembrato in più reggimenti, a cui si aggiungevano alcune località con amministrazione feudale. Nonostante ciò, esso manteneva la sua integrità, poiché tutti i distretti dipendevano in ultima dal podestà di Treviso.
Il Trevigiano era allora ben più vasto dell'attuale: oltre ai reggimenti di Treviso, Asolo, Castelfranco, Portobuffolé, Oderzo, Motta, Serravalle, Ceneda e Conegliano e ai feudi di Collalto, Susegana, Valmareno, Cordignano e San Polo, comprendeva anche le podesterie di Mestre e Noale, nonché le contee di Mel, Cesana e San Donà.
La Repubblica di Venezia cadeva il 12 maggio 1797 per mano della Francia rivoluzionaria. I nuovi governanti misero subito mano all'organizzazione territoriale: alle podesterie furono sostituite le municipalità ma questo sistema durò poco: il 30 ottobre dello stesso anno Napoleone Bonaparte stipulava il trattato di Campoformio e cedeva il Veneto all'Arciducato d'Austria.
In questo periodo vennero sostanzialmente ripristinati gli antichi organi veneziani: le municipalità (ex podesterie) presero il nome di provveditorie, dipendenti dall'Aulico Governo Centrale di Treviso (detto più tardi Nobile Congregazione Delegata e, infine, Capitanato Provinciale).
Dopo la battaglia di Austerlitz (2 dicembre 1805) e la successiva pace di Presburgo (26 dicembre 1805), l'Austria è costretta a cedere il Veneto all'Impero Francese. Il territorio risultò così organizzato in dipartimenti, distretti cantoni e comuni: Treviso fu così messa a capo del dipartimento del Tagliamento, che si estendeva anche sul Pordenonese. I cantoni di Noale, Asolo e Castelfranco vennero in seguito ceduti al Bacchiglione, mentre quello di Mestre passava all'Adriatico.
L'Austria, ora costituitasi in Impero, rioccupa Treviso il 2 novembre 1813 e l'8 novembre successivo confermava provvisoriamente la struttura amministrativa precedente. Il 19 aprile 1814 viene istituito il Regno Lombardo-Veneto e il 7 aprile 1815 viene decisa una nuova organizzazione territoriale (in vigore dall'8 febbraio 1816): il dipartimento divenne la nuova provincia di Treviso, suddivisa in dieci distretti (Treviso, Oderzo, Motta, Conegliano, Serravalle, Ceneda, Valdobbiadene, Montebelluna, Asolo, Castelfranco; gli ultimi due furono ceduti alla provincia di Vicenza già nel 1818), a loro volta articolati in comuni. Al vertice del governo stava la delegazione provinciale, appoggiata dalla congregazione provinciale, con funzioni consultive. Questa situazione fu interrotta dalla parentesi del 1848, quando fu istituita la Repubblica di San Marco: in quel breve periodo fu istituito un governo centrale provvisorio e, per ogni distretto, un comitato. Nel 1853 vi fu una nuova riorganizzazione del sistema, con l'abolizione dei distretti di Motta e Ceneda.

Questa organizzazione territoriale si è sostanzialmente mantenuta nel XX secolo (ricordando che i distretti, poi mandamenti, sono aboliti).

Gonfalone provinciale

### Simboli

Il logo della Provincia di Treviso

Lo stemma è stato concesso con regio decreto del 17 marzo 1938 anche se era in uso già da fine Ottocento e deriva dal sigillo del capoluogo, con il nome di Treviso in evidenza e la scritta che lo circonda indica genericamente i confini della Marca Trevisana: il monte Musone a nord-ovest e Pordenone sul Noncello (Naone) a est.
Il gonfalone è stato adottato con delibera n. 370 del Rettorato Provinciale del 10 gennaio 1939.
La bandiera è drappo rettangolare partito di bianco e di azzurro con lo stemma al centro. Un'altra bandiera introdotta nel 2015 è arancio-bianco-arancio a strisce verticali caricata del logo della provincia.

## Natura

### Riserve naturali
Viste le ricchezze naturali e paesaggistiche che vanta, nella provincia di Treviso sono presenti molte aree protette di diversa tipologia. Nel complesso, si estendono su circa 49.000 ettari di territorio per quanto riguarda le sole zone S.I.C. e Z.P.S., ma la superficie raggiunge i 91.000 ha contando tutte le aree protette (quasi il 40% dell'intero territorio).
In questo senso, l'istituzione più significativa è il Parco regionale del Sile (4.159 ha) che, comprendendo tutto il corso del fiume sino alla Laguna Veneta, toccando anche le provincie di Padova e di Venezia.
Altre piccole aree protette si trovano sull'altopiano del Cansiglio: sono la Riserva naturale integrale Piaie Longhe-Millifret (129,7 ha condivisi con la provincia di Belluno) e la Riserva statale Campo di Mezzo-Pian di Parrocchia (667 ha). Interessante notare che sono 22.000 gli ettari di foreste protetti, cioè quasi la metà delle risorse boschive della provincia.

## Economia

### Artigianato
Nell'artigianato la provincia di Treviso è rinomata per le seguenti produzioni e lavorazioni:
- produzioni di mobili d'arte in stile a Revine Lago, Arcade, San Zenone degli Ezzelini, Cessalto, Castello di Godego, Mosnigo, Loria, Spresiano, Onè di Fonte, Bessica, Montebelluna, Cavaso del Tomba, Ca' Rainati, Cornuda, Borso del Grappa, Falzè di Piave, Poggiana, Fonte.
- produzioni di articoli sportivi in numerose località tra le quali Volpago del Montello, Susegana, Montebelluna, Ponzano Veneto, Arcade, Caerano di San Marco, Nervesa Della Battaglia, Vazzola, San Fior;
- lavorazione del ferro battuto in numerose località come Mogliano Veneto, Paese, Ramera, Villorba, Bigolino, San Martino, Piavon, Zero Branco, Corbanese.[61][62]

### Industria

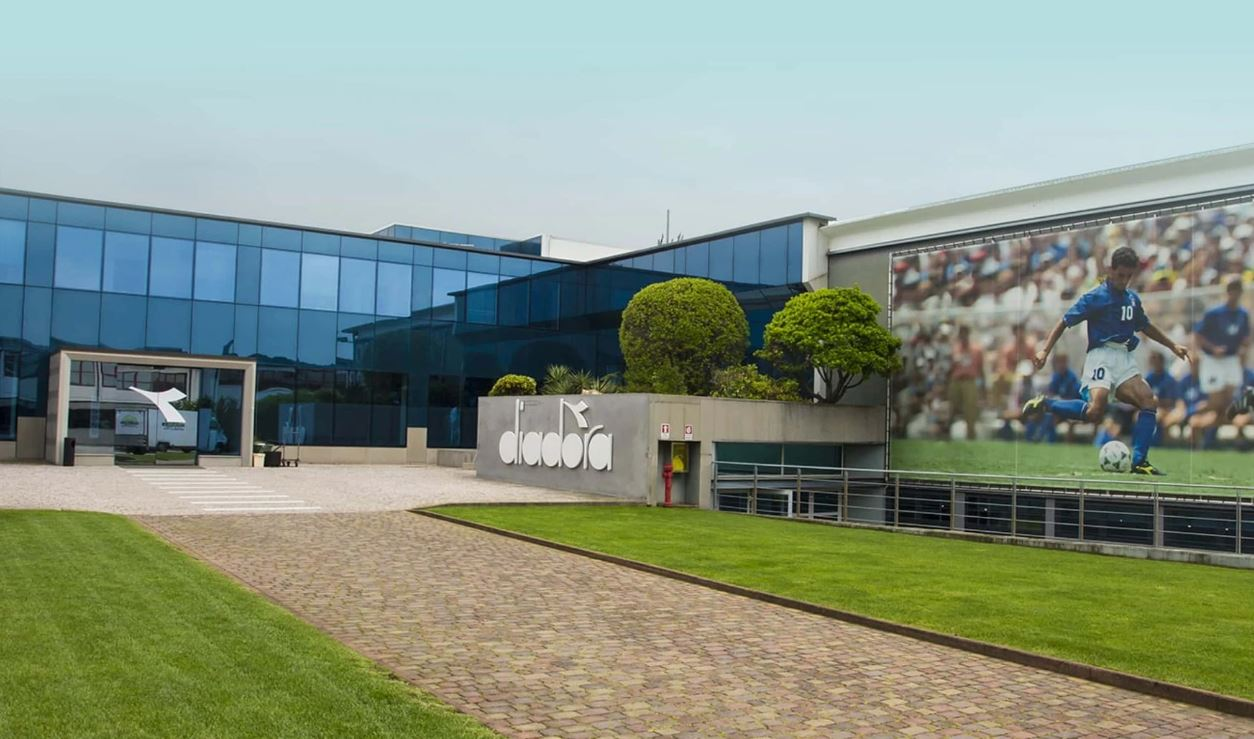
Sede principale della Diadora a Caerano di San Marco.

La provincia di Treviso ha visto una forte espansione industriale nel corso del XX secolo, trasformandosi da un'economia prevalentemente agricola a un polo manifatturiero di rilievo nel Nord-est italiano. Il tessuto produttivo è caratterizzato da una predominanza di piccole e medie imprese, che operano in diversi settori strategici. 
Tra le attività industriali più rilevanti vi sono:
- Settore tessile e calzaturiero, con aziende di fama internazionale come Benetton, Diadora e Geox, che hanno contribuito alla crescita economica della provincia.

- Industria del mobile, concentrata principalmente nell'area di Treviso e Conegliano.

- Settore metalmeccanico e dell'automazione, con imprese specializzate nella produzione di macchinari industriali e componentistiche; diffuso in tutto il trevigiano.
- Industria alimentare, con aziende come EcorNaturaSì, attive nella produzione e distribuzione di prodotti biologici.

- Settore della ceramica e del marmo, con stabilimenti dedicati alla lavorazione di materiali per l'edilizia e l'arredamento. Particolarmente diffuso nella sinistra piave, con stabilimenti anche nella zona della bassa trevigiana, al confine con Venezia.

### Turismo

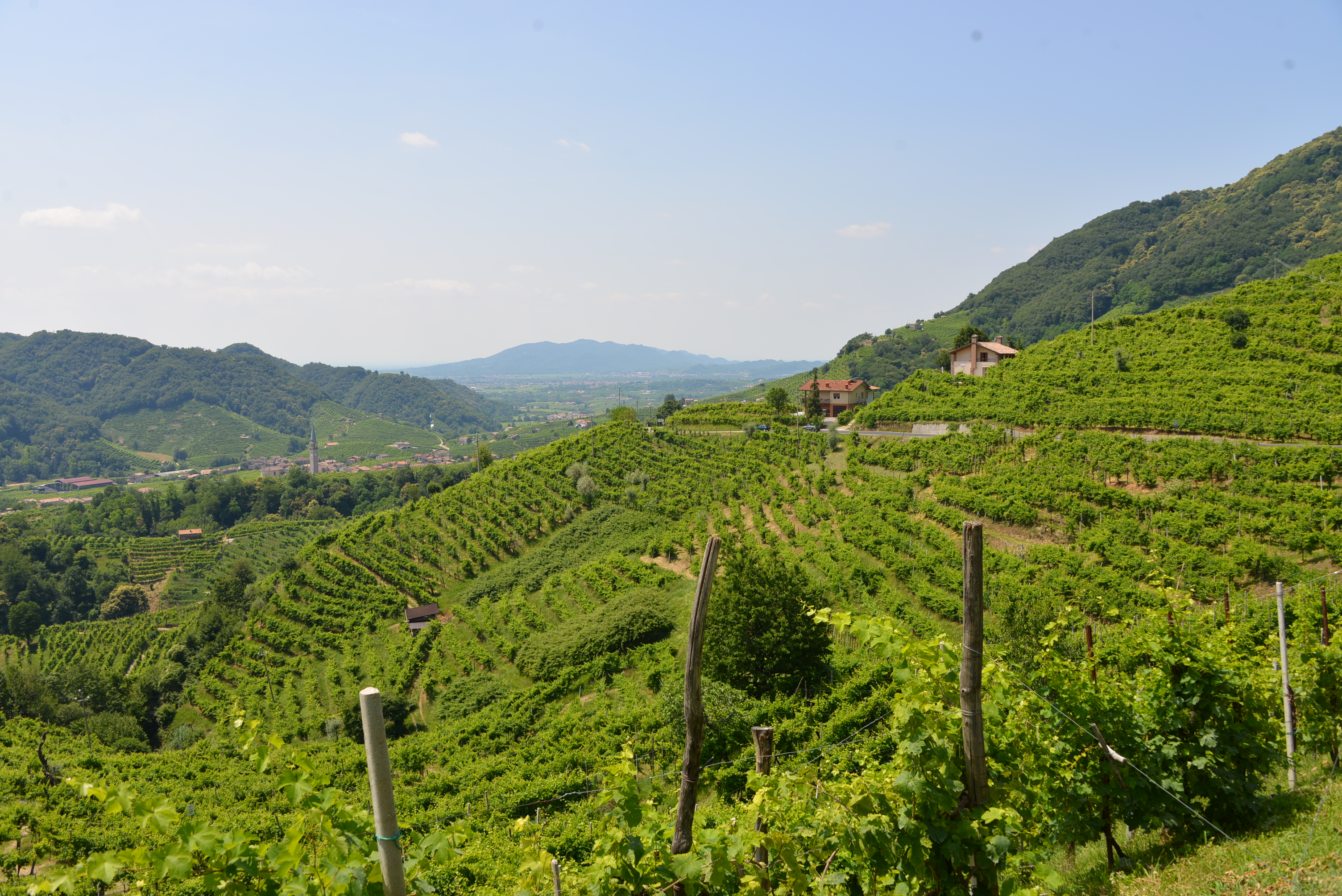
Le colline del prosecco.

Il turismo nel trevigiano riveste un ruolo significativo nell'economia locale, grazie alla presenza di numerosi siti storici, paesaggi naturali e un'importante tradizione enogastronomica. La città di Treviso, con il suo centro storico caratterizzato da canali e palazzi medievali, è una meta apprezzata per il turismo culturale. Tra i luoghi di maggiore interesse vi sono il Duomo di Treviso, il Palazzo dei Trecento,la Loggia dei Cavalieri e il Canale dei Buranelli.
Il territorio provinciale offre numerose attrazioni naturalistiche, tra cui le Grotte del Caglieron, un complesso di cavità naturali e artificiali situato a Fregona, e il Parco Naturale Regionale del Fiume Sile, che tutela le risorgive del fiume e offre percorsi escursionistici e ciclabili. La provincia è anche nota per le Colline del Prosecco, riconosciute come Patrimonio dell'Umanità UNESCO, dove si trovano numerose cantine e itinerari enogastronomici.
Il turismo religioso è rappresentato da importanti luoghi di culto, tra cui il Santuario della Madonna di Motta di Livenza e l'Abbazia di Follina. L'offerta turistica è arricchita da eventi e manifestazioni, come la Mostra dell'Artigianato di Treviso e il Festival del Prosecco Superiore, che valorizzano le tradizioni locali.
La provincia di Treviso è anche una destinazione per il turismo sportivo e outdoor, con percorsi escursionistici sul Monte Grappa e attività fluviali lungo il Piave e il Sile. L'enogastronomia gioca un ruolo centrale, con prodotti tipici come il Radicchio Rosso di Treviso IGP, la Salamella Trevigiana, la Casatella Trevigiana, la Sopressa, il Prosecco dei Colli Asolani e il Prosecco DOCG di Valdobbiadene-Conegliano.

## Cultura
- Molinetto della Croda
- Sacrario del Montello
- Villa Barbaro a Maser
- Tempio Canoviano e museo-gipsoteca a Possagno
- Villa Emo a Fanzolo
- Villa Chiminelli a Sant'Andrea di Castelfranco Veneto
- Asolo
- Villa Zeno a Cessalto
- Piazza dei Signori e Palazzo dei Trecento a Treviso
- Chiesa monumentale e torre campanaria a Castello Roganzuolo
- Abbazia di Santa Maria a Follina
- Abbazia di santa Bona a Vidor

### Castelli
La provincia di Treviso, almeno in confronto al passato, è assai povera di castelli medievali in quanto, con la conquista da parte della Repubblica di Venezia, quest'ultima decise di distruggere la maggior parte dei fortilizi: essi potevano servire da basi per insorti, ma erano anche l'ultima testimonianza, da cancellare, del vecchio potere feudale; inoltre, i castelli, ormai inutili, potevano divenire "cave" da cui attingere materiale di recupero.
I pochi castelli e ruderi rimasti sono sopravvissuti perché ancora proprietà di famiglie feudatarie dipendenti da Venezia, oppure perché l'opera di "smantellamento" a cui si è appena accennato non fu terminata.
Per quanto riguarda la pianura, restano solo i ruderi di una torre del castello di Rai, in comune di San Polo di Piave (X secolo) e un'altra a Casale sul Sile (quest'ultima, perfettamente conservata, è ora parte di una villa privata). Da ricordare, però, le cittadine fortificate di Castelfranco Veneto e Portobuffolé, nate come fortilizi e infine evolutisi in veri e propri centri abitati. Discorso a parte per quanto riguarda la stessa Treviso, città murata.
Più frequente la presenza nell'area collinare, amministrata per conto dei Veneziani da alcuni feudatari, come i Collalto e i Brandolini.
I primi possedevano due castelli in comune di Susegana: quello detto di San Salvatore, è quello meglio conservato; del secondo, nella frazione Collalto, restano la torre principale e tratti delle mura. Ai Collalto apparteneva anche il complesso delle torri di Credazzo, in comune di Farra di Soligo, più volte saccheggiato e quindi caduto in rovina.
Dei Brandolini era invece il Castello di Cison a Cison di Valmarino il quale, cessate le sue funzioni militari, fu adattato a dimora patrizia secondo lo stile delle ville venete.
Anche Conegliano è sovrastata da una bastia, in parte rimaneggiata se non demolita. Conserva le fattezze originali una delle due torri rimaste, sede di un museo.
A Vittorio Veneto si possono ammirare due fortilizi: a Ceneda si trova il castello di San Martino, da secoli sede vescovile; a Serravalle è ubicato invece una costruzione di origini romane, poi ampliata nel Medioevo e in parte demolita nel Settecento; restano tratti delle mura e altre strutture esterne. Nella vicina Cordignano vi è il Castelat, un castello caminese devastato dai Turchi.
Ad Asolo sono conservate due bastie: la prima, il palazzo del Pretorio è di origini medievali, ma fu radicalmente modificata per divenire residenza della nota Caterina Corner; la seconda è la rocca, imponente costruzione di cui restano quasi intatte le mura.
Infine, in località Sopracastello di San Zenone degli Ezzelini, resta la torre di un antico castello degli Ezzelini.

## Sport
- Treviso Foot Ball Club 1993: è una società calcistica militante nel campionato di Serie D 2024-2025. Nella sua storia ha disputato un campionato di Serie A (2005-2006), 16 campionati di Serie B e a 47 campionati di Serie C. Nel palmares può vantare una Supercoppa di Lega di Serie C e una Coppa Italia Dilettanti.
- Pallacanestro Treviso: è un'associazione sportiva di pallacanestro.
- Treviso: principale società di pallavolo del capoluogo, durante i venticinque anni di presidenza della famiglia Benetton è stata tra le protagoniste assolute del panorama italiano ed europeo. Come "Sisley Treviso" ha vinto 9 scudetti, 5 Coppe Italia e 7 Supercoppe italiane oltre a 10 titoli europei di cui 4 Champions League. L'uscita di scena della famiglia ha comportato nel 2012 la rinuncia alla Serie A e la ripartenza dalla Serie B2, categoria in cui tuttora (2014-15) milita.
- Benetton Rugby Treviso: è un club di rugby a 15 fondato a Treviso nel 1932 e la cui denominazione attuale risale al 1979, quando la famiglia Benetton legò il suo nome alla società. Militante in Celtic League dal 2010, a tale data ha vinto 15 campionati nazionali (l'ultimo proprio nel 2010) e quattro Coppe Italia, che ne fanno il club più titolato del rugby italiano dopo l'Amatori Milano, che vanta 18 scudetti. Dalla stagione sportiva 2010-11 la squadra ha abbandonato il campionato italiano in quanto ammessa alla Celtic League, competizione interconfederale inizialmente riservata a squadre di club gallesi, irlandesi e scozzesi, e rappresenta l'Italia in Heineken Cup. Disputa le proprie gare interne allo stadio comunale di Monigo, a Treviso.
- Imoco: società pallavolistica femminile di Conegliano.
- Marca Futsal: sciolta nel 2014, è stata una squadra italiana di calcio a 5 con sede a Castelfranco Veneto, campione d'Italia nel 2011 e nel 2013. Disputava le proprie gare interne al PalaMazzalovo di Montebelluna.

### Palazzetti
- PalaVerde di Villorba-Treviso;
- Zoppas Arena di Conegliano;
- PalaMazzalovo di Montebelluna.

## Amministrazione
La sede dell'ente Provincia è situata dal 2007 in via Cal di Breda, 116 a Treviso presso il complesso edilizio del Sant'Artemio, già sede dell'ospedale psichiatrico provinciale.

## Infrastrutture e trasporti

### Strade ed autostrade

#### Autostrade e superstrade
- A4 Serenissima Torino-Trieste
- A27 Mestre-Belluno
- A28 Conegliano-Portogruaro
- Superstrada Pedemontana Veneta

#### Strade statali
- Pontebbana
- Venezia Giulia
- Alemagna
- Ex Postumia (declassata a Strada Regionale 53 )
- Ex Castellana (declassata a Strada Regionale 245 )
- Ex Schiavonesca Marosticana (declassata a Strada Provinciale 248 )
- Ex Feltrina (declassata a Strada Regionale 348 )

#### Strade provinciali
- Strade provinciali della provincia di Treviso

### Linee bus extraurbani
Il servizio dei trasporti pubblici su gomma è fornito dalla M.O.M. (Mobilità di Marca), società frutto della fusione del 2011 di La Marca, ACTT, CTM e ATM. Il servizio copre l'intera provincia e le maggiori città con tratte urbane.

### Rete ferroviaria
- Ferrovia Calalzo-Padova
- Ferrovia Belluno-Feltre-Treviso
- Ferrovia Ponte nelle Alpi-Conegliano
- Ferrovia Trento-Venezia
- Ferrovia Treviso-Portogruaro
- Ferrovia Treviso-Montebelluna
- Ferrovia Montebelluna-Padova
- Ferrovia Venezia-Trieste
- Ferrovia Venezia-Udine
- Ferrovia Vicenza-Treviso
- [†] Ex Ferrovia Montebelluna-Susegana (soppressa)
- [†] Ex Ferrovia Treviso-Ostiglia (soppressa)

### Aeroporti
- Aeroporto di Treviso-Sant'Angelo "Antonio Canova"
- Aeroporto di Istrana, base dell'Aeronautica militare italiana

## Galleria d'immagini

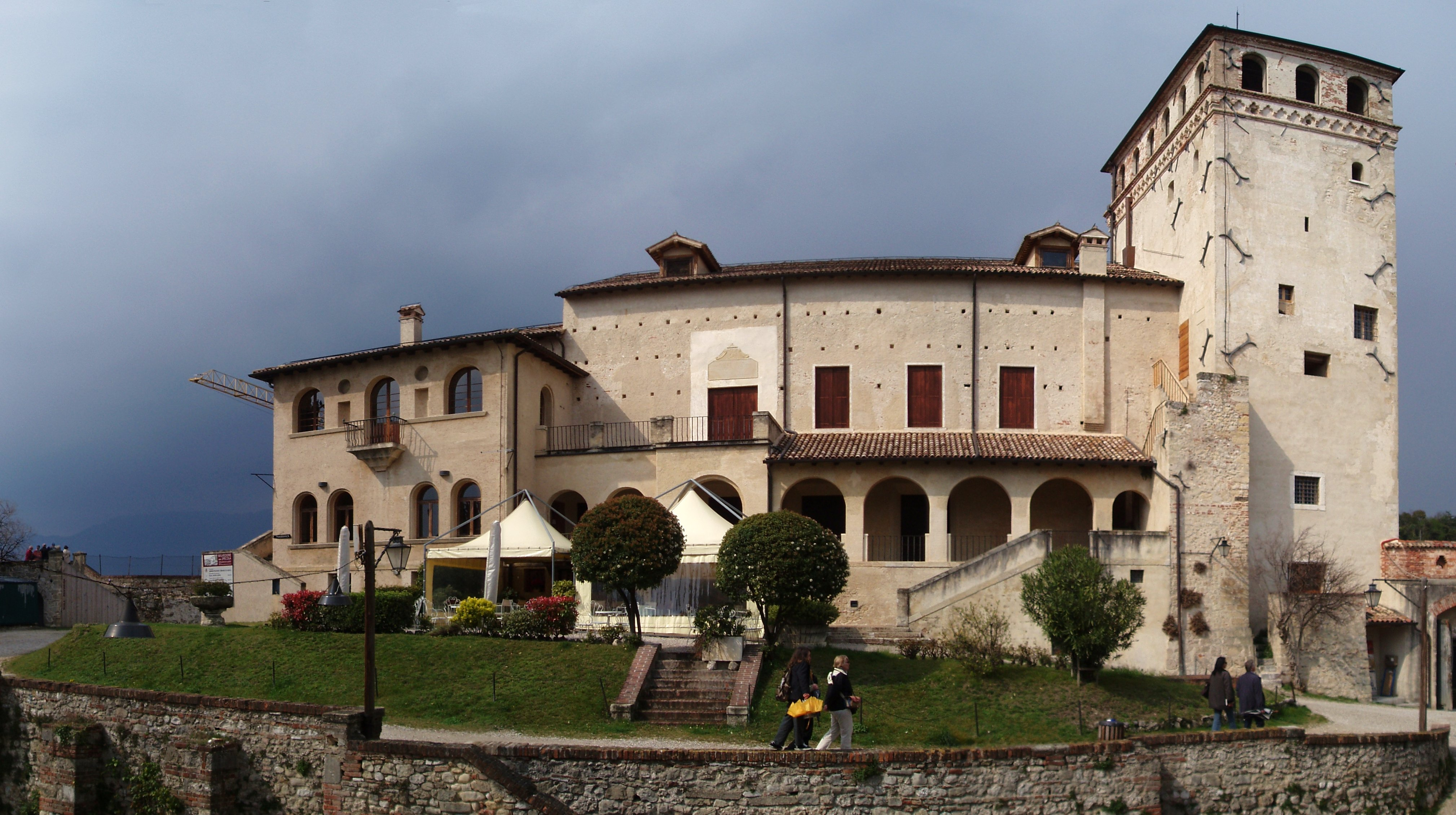
Asolo, il castello
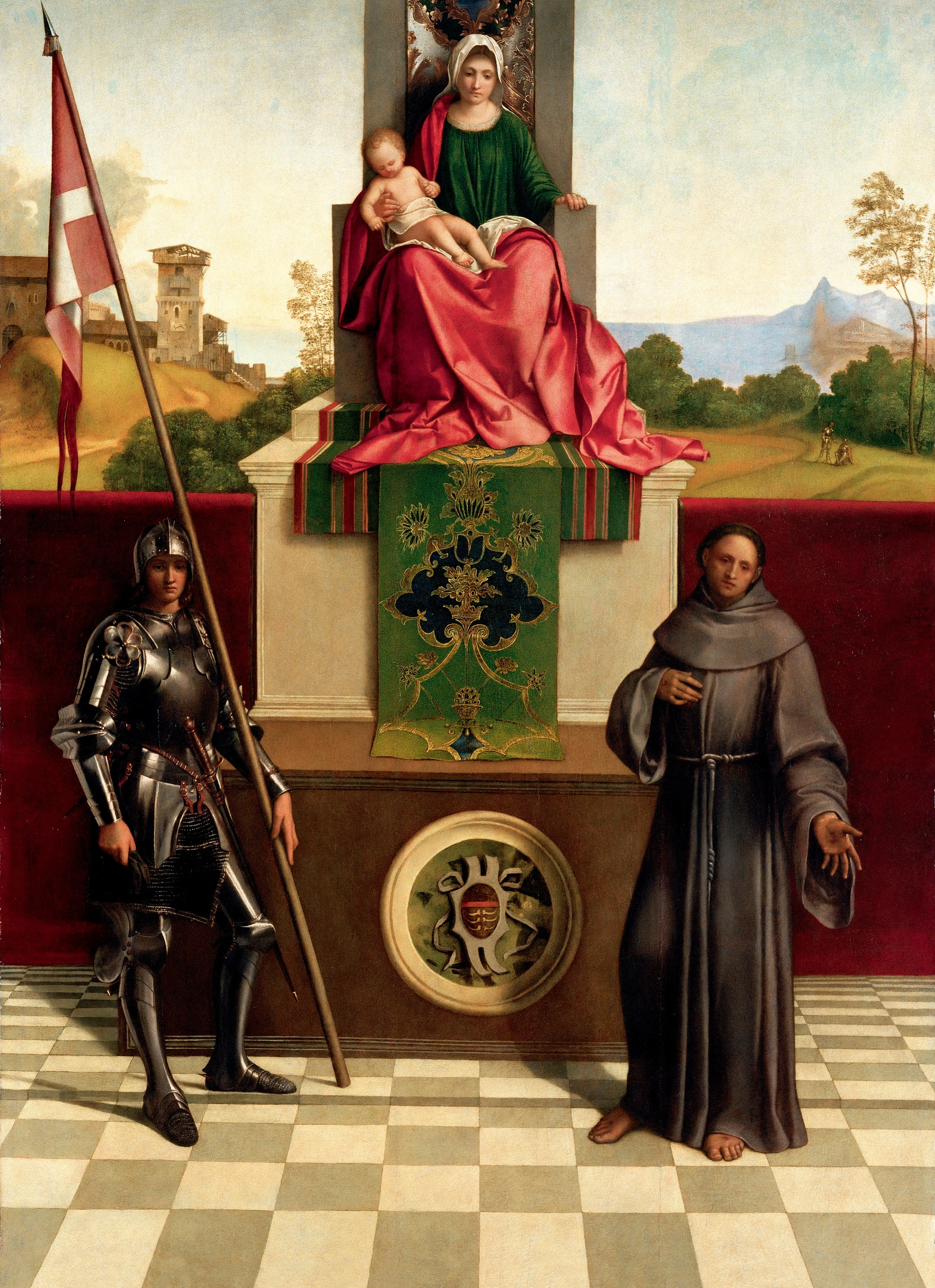
Castelfranco Veneto, pala del Giorgione
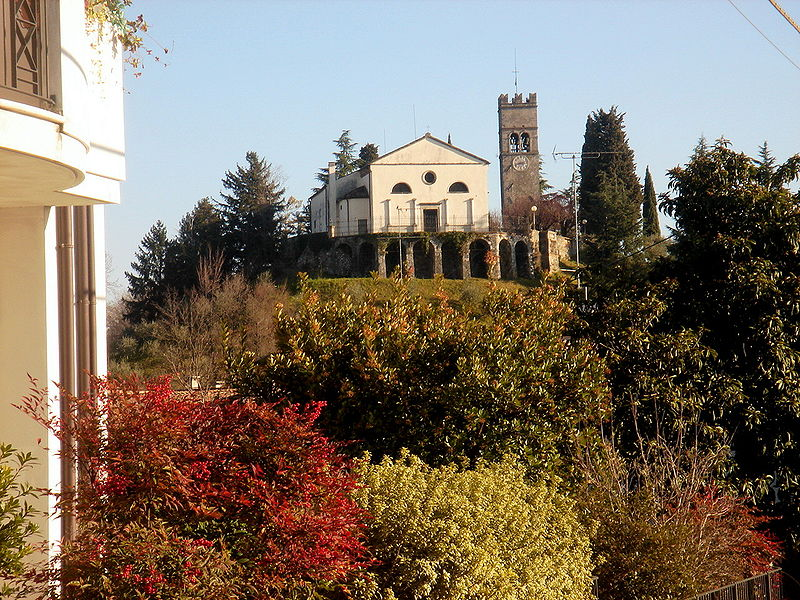
Castello Roganzuolo, chiesa monumentale
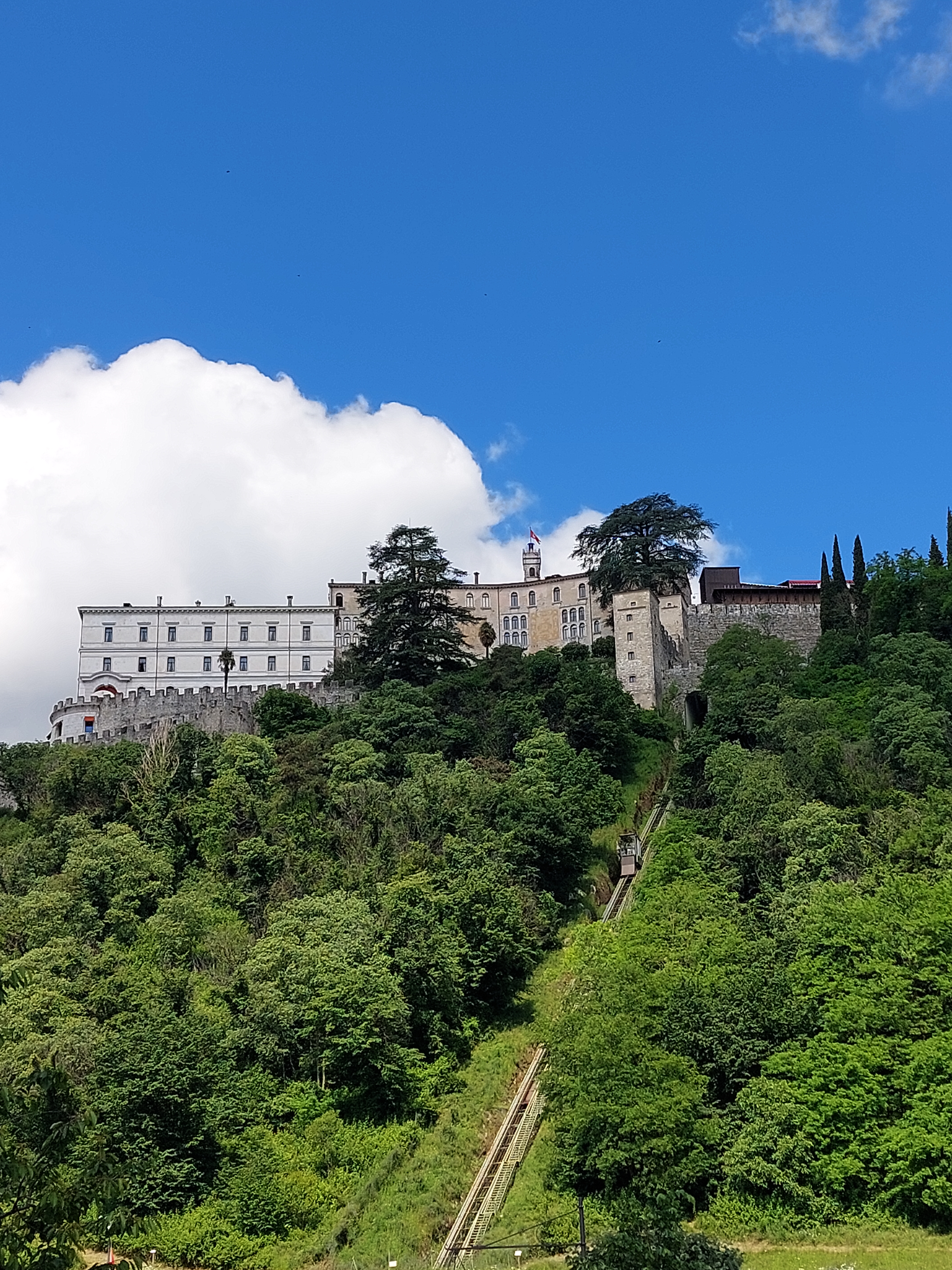
Cison di Valmarino, castello e funicolare
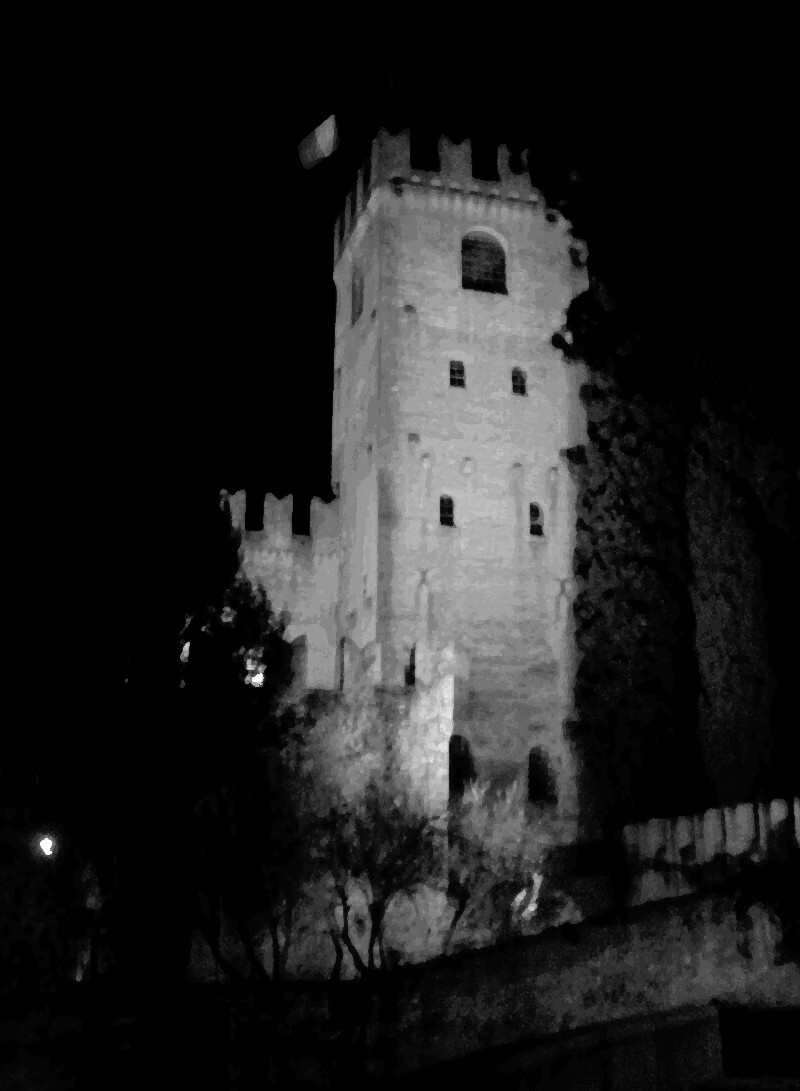
Conegliano, il castello
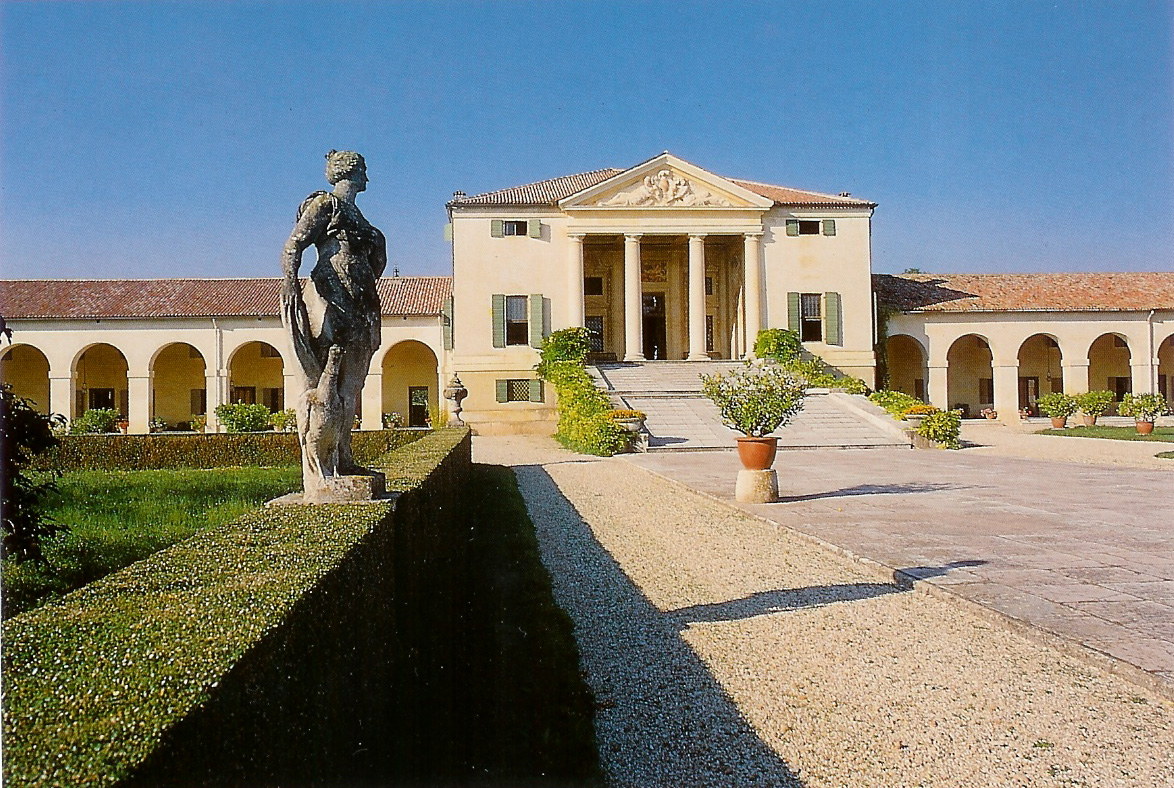
Fanzolo, Villa Emo
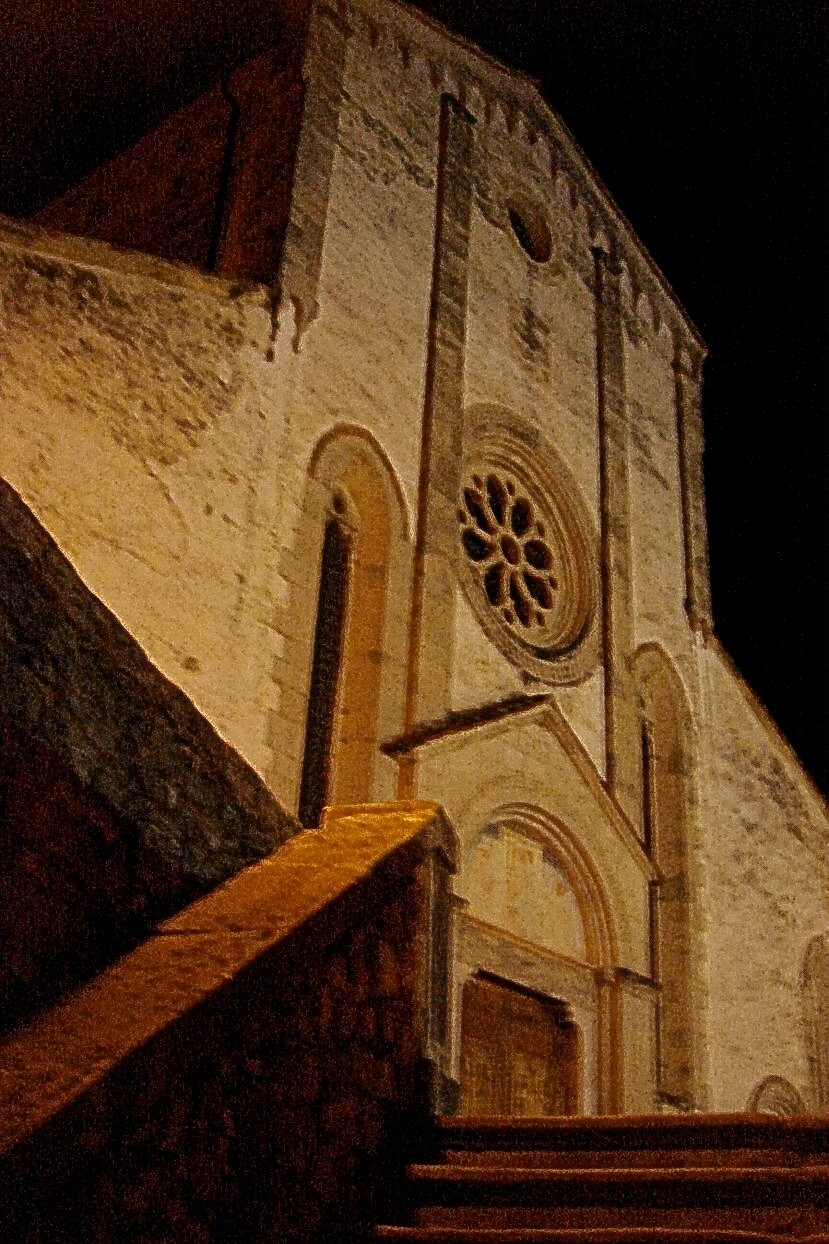
Follina, facciata dell'abbazia
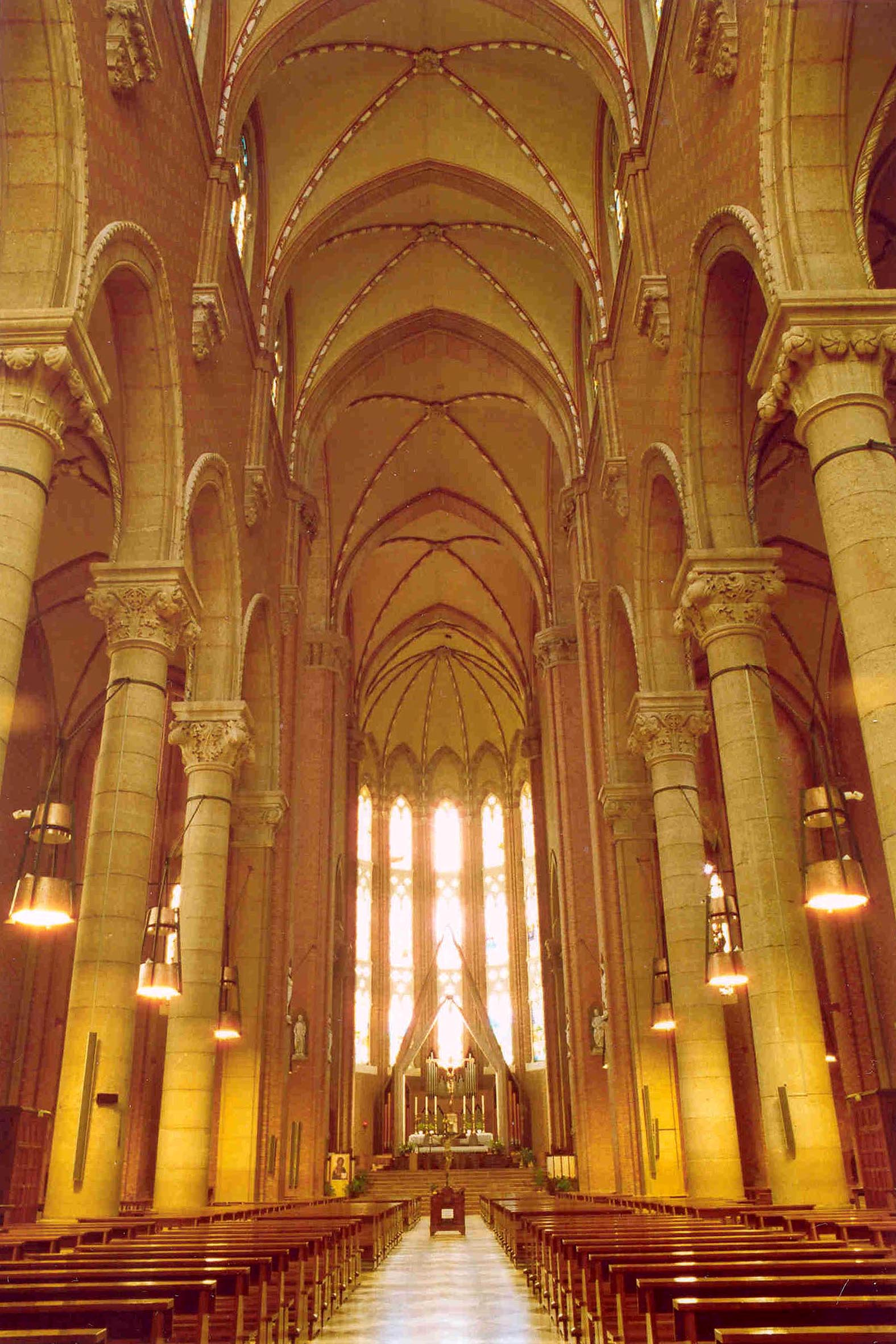
Montebelluna, interno del duomo
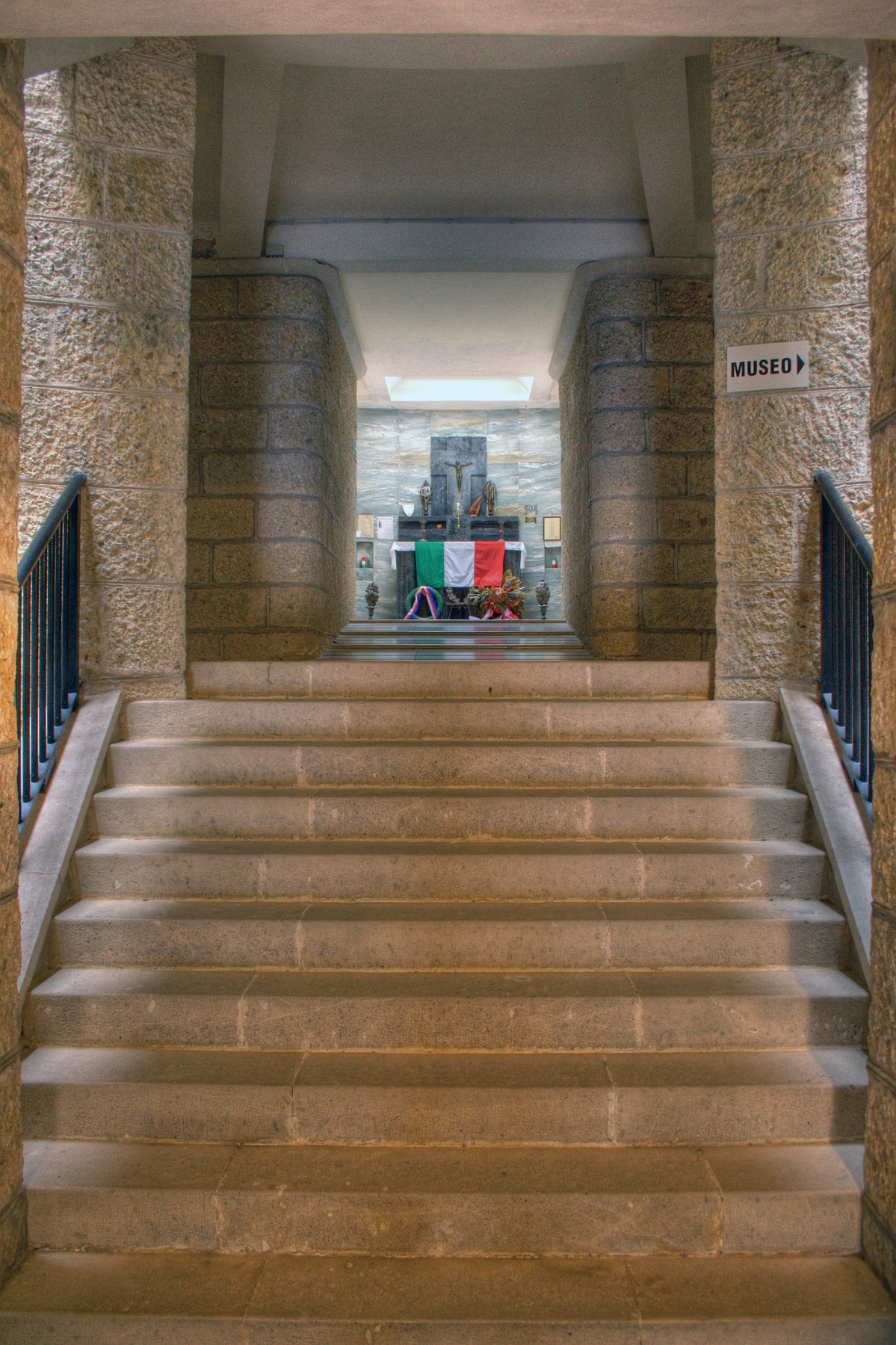
Nervesa della Battaglia, Sacrario del Montello
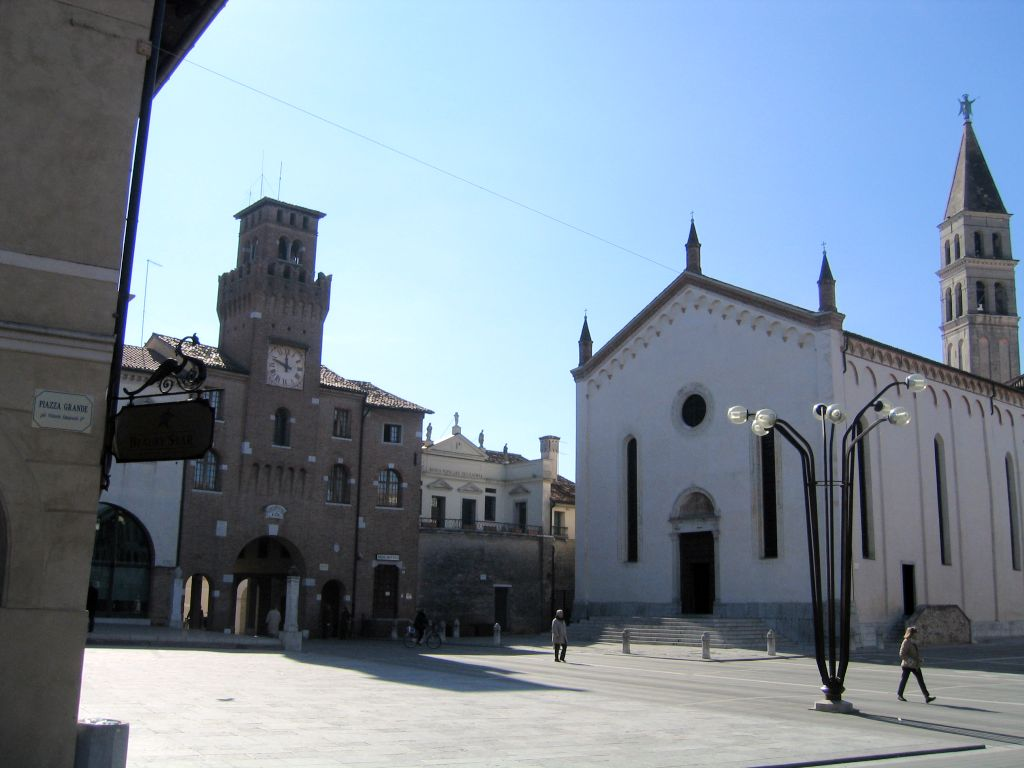
Oderzo, Piazza Grande
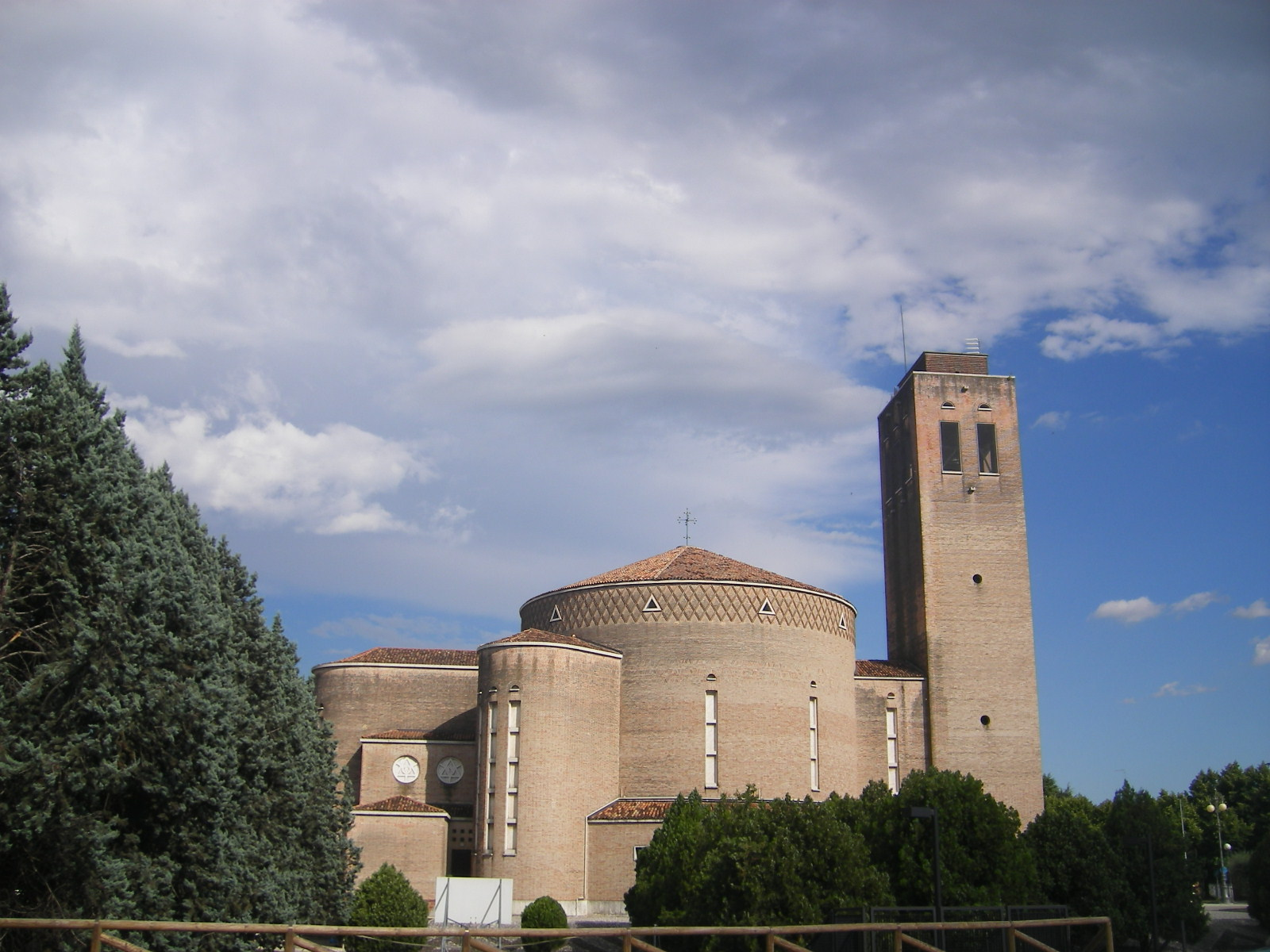
Ponte della Priula, Tempio Votivo
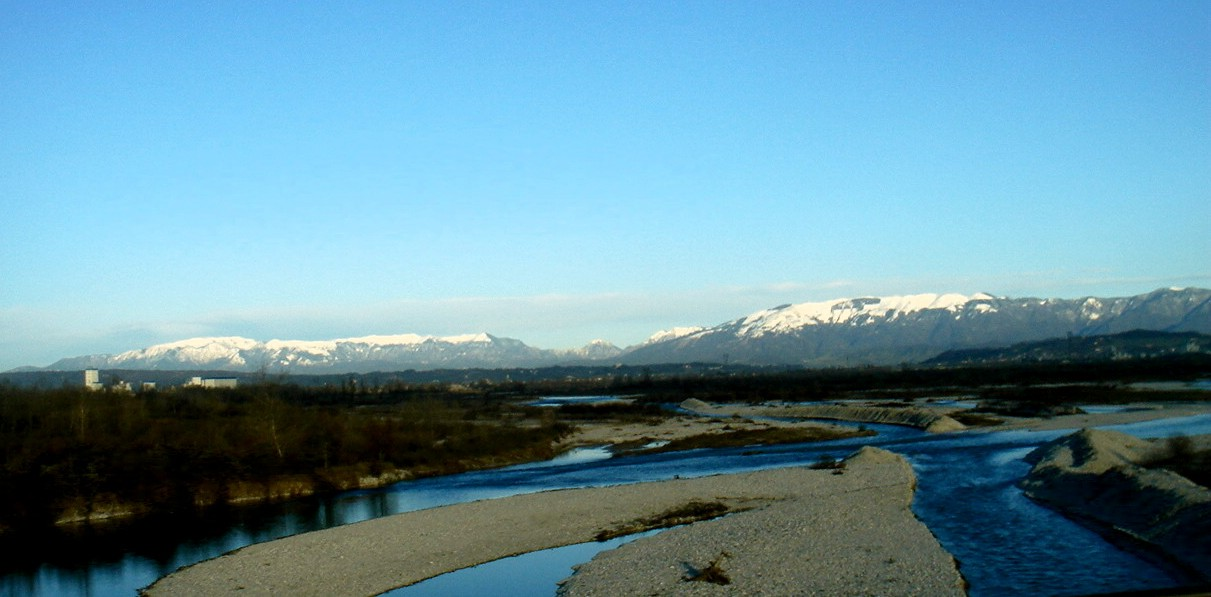
Piave (fiume)
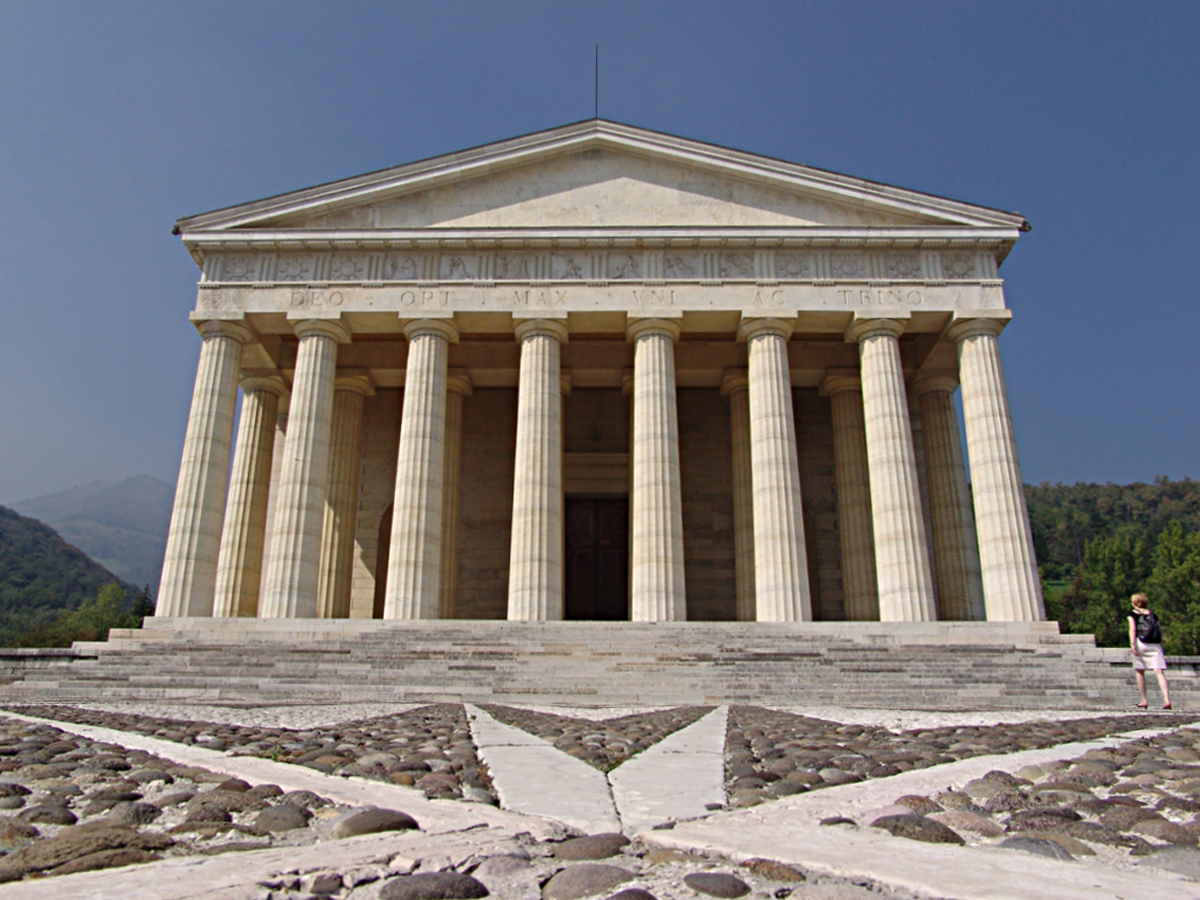
Possagno, il Tempio di Canova
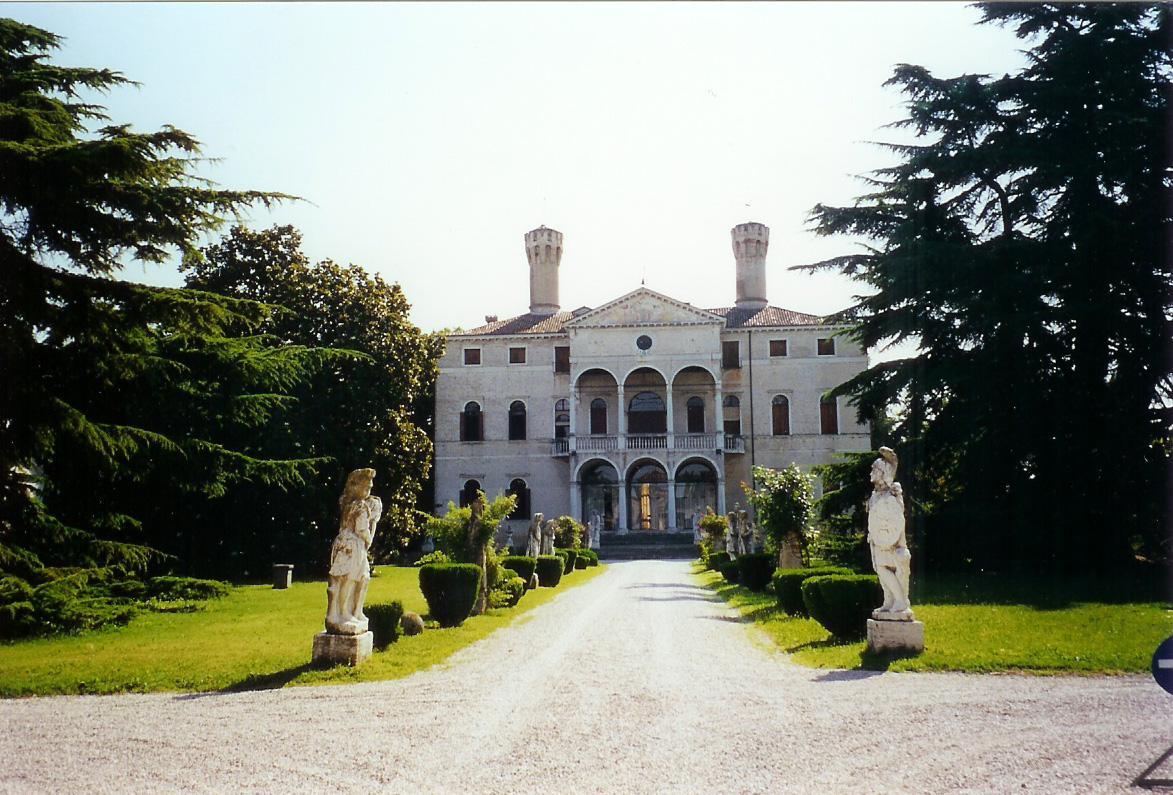
Roncade, Villa Giustinian
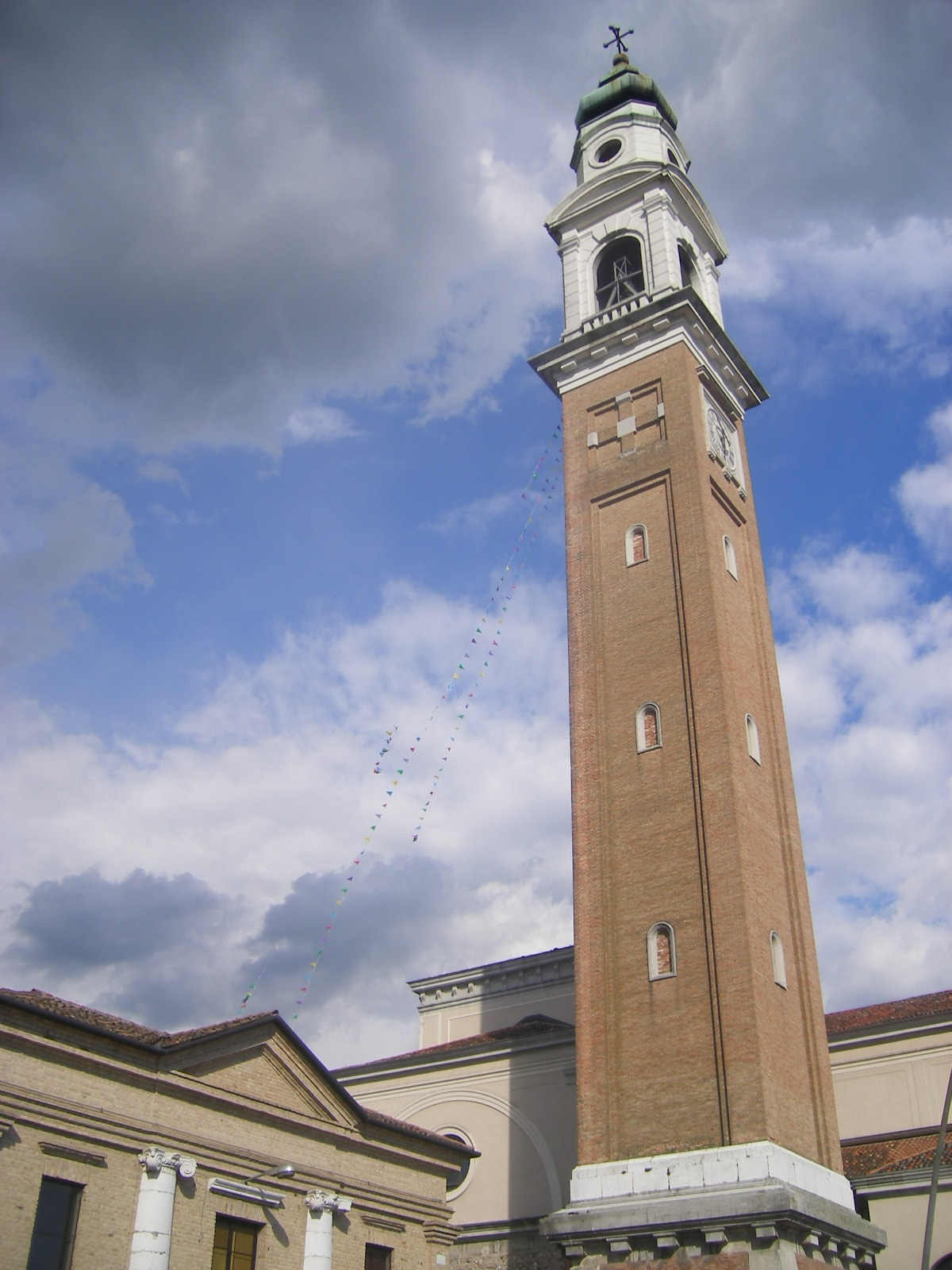
Spresiano, il campanile
Treviso, La facciata del Duomo
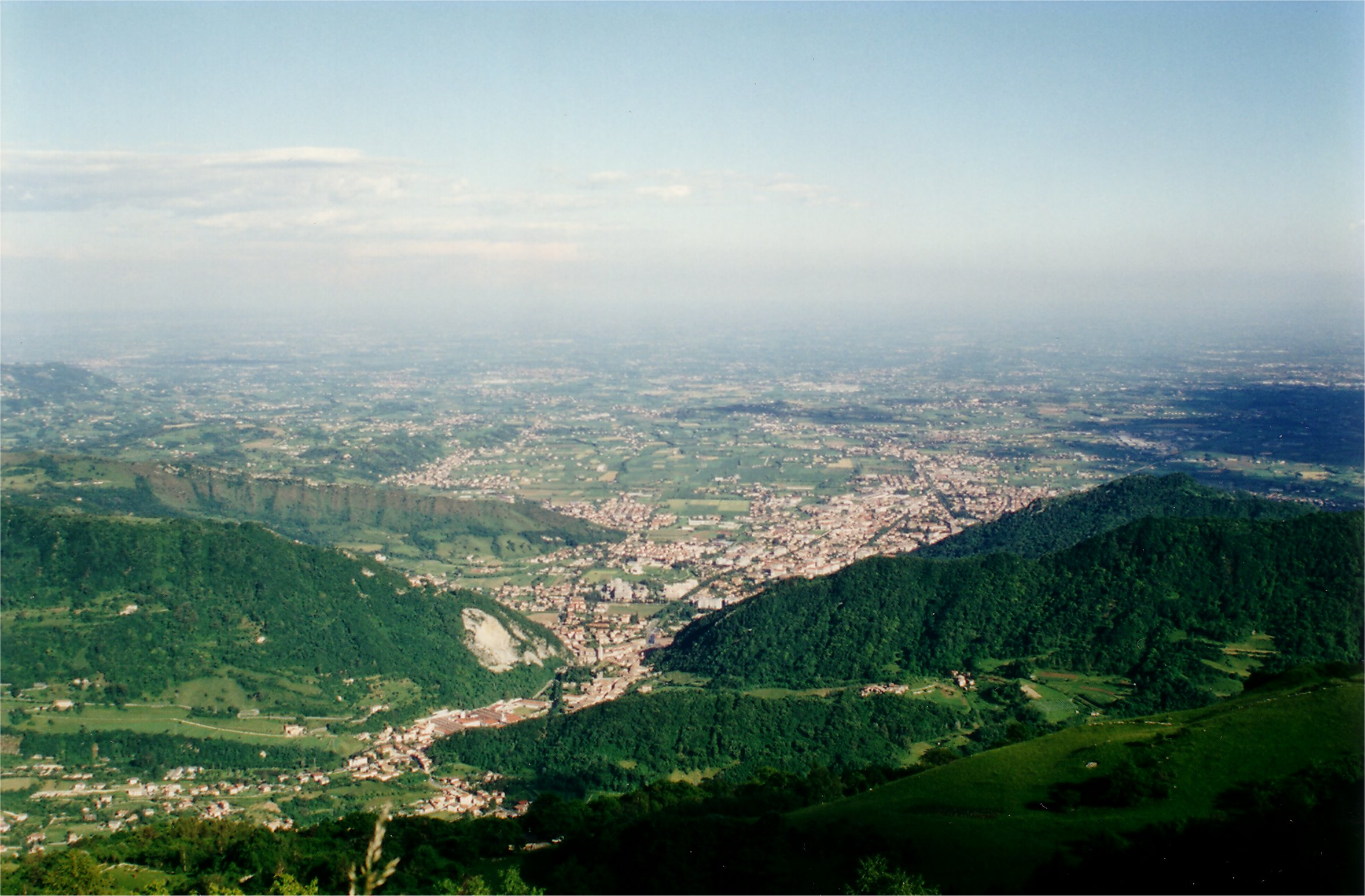
Vittorio Veneto, panorama dal Col Visentin
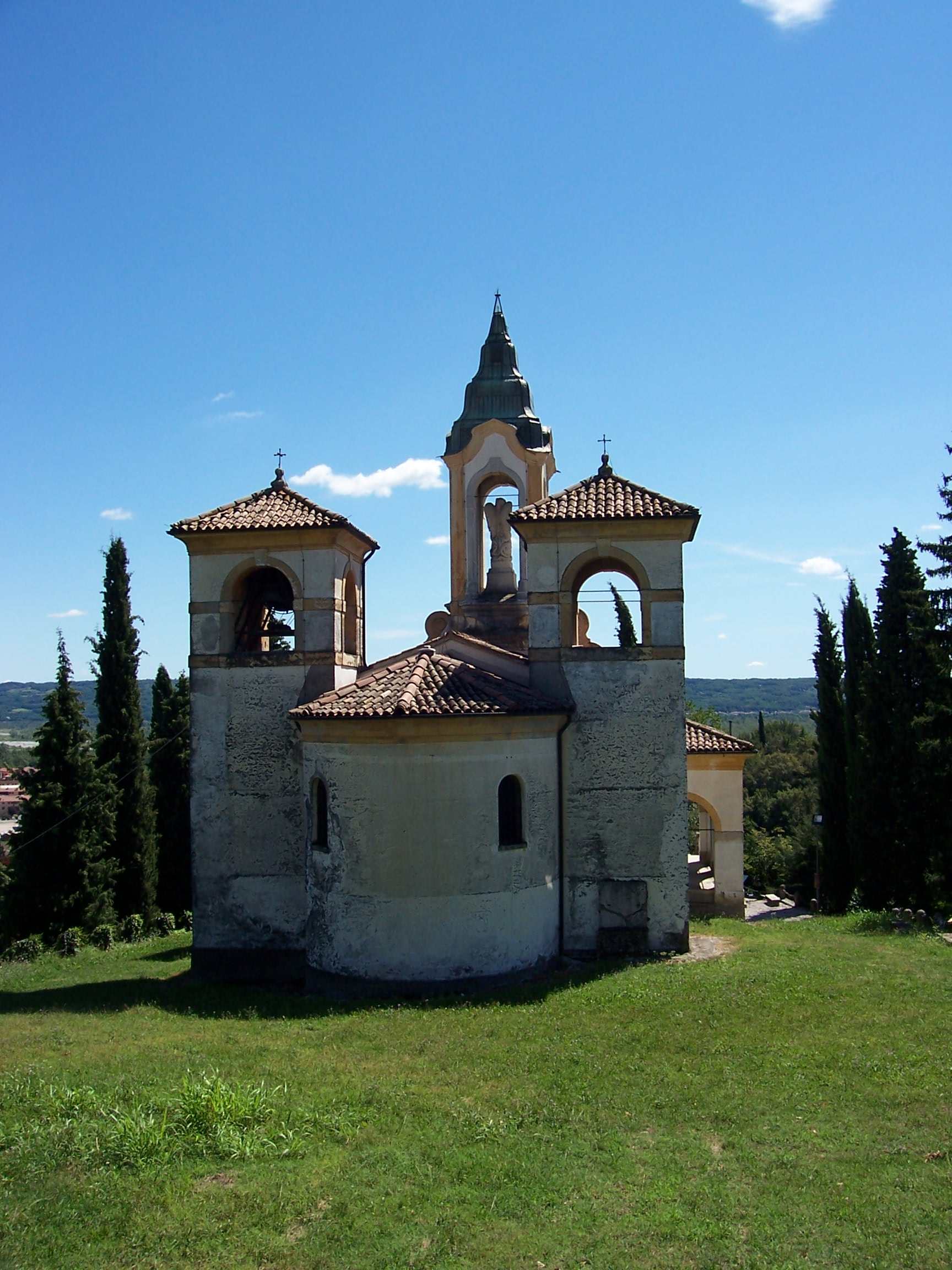
Vidor, il castello monumento-ossario ai Caduti delle guerre mondiali